# Willem II in het seizoen 2010/11 (mannen)
Het seizoen 2010-2011 van Willem II was het 56ste seizoen van de Nederlandse betaaldvoetbalclub uit Tilburg sinds de invoering van het betaald voetbal in 1954. De club speelde net als het voorgaande seizoen, toen het op de 17e plaats eindigde, in de Eredivisie. De club wist zich toen via de play-offs te handhaven.
Dit seizoen viel echter het doek voor de Tilburgers. Het gehele seizoen stond Willem II onderaan de ranglijst. In de voorlaatste wedstrijd van dit seizoen verloor Willem II met 4-0 uit bij FC Twente. Doordat VVV-Venlo met 3-2 won van Feyenoord kon Willem II niet meer stijgen op de ranglijst. De Tricolores degradeerden en speelden vanaf het seizoen 2011/12 in de Jupiler League.
Op 15 april 2011 werd hoofdcoach Gert Heerkes ontslagen en opgevolgd door zijn assistent John Feskens.

## Transfers
Willem II stond aan het einde van het voorgaande seizoen op de rand van een faillissement. Dit werd afgewend, maar er moest wel flink worden gesneden in de begroting. Dat had ook gevolgen voor de selectie. Een flink aantal contracten werd niet verlengd. Hieronder de 'grote' namen Maikel Aerts, Saïd Boutahar, Sergio Zijler en Mehmet Akgün. Ook een nieuwe trainer moest worden gevonden. Interim-trainer Theo de Jong, die Willem II in de eredivisie hield, werd scout en wilde geen hoofdtrainer worden. Gert Heerkes werd in juni 2010 aangesteld als nieuwe hoofdtrainer.
Aerts was de eerste speler die een nieuwe club vond. Hij kon eerste keeper worden bij de Duitse, weliswaar gedegradeerde, maar toch topclub Hertha BSC. Mehmet Akgün tekende bij het Turkse Gençlerbirliği SK. Willem II trok al in een vroeg stadium Niek Vossebelt, Juha Hakola en Andreas Lasnik aan. Ook Harmen Kuperus (wordt derde doelman),Veli Lampi, Evgeniy Levchenko, Paweł Wojciechowski en Rowin van Zaanen, tekenden bij Willem II. Jan-Arie van der Heijden werd opnieuw gehuurd van AFC Ajax. Op de laatste dag van de transfermarkt zomer 2010 -31 augustus- werd Frank Demouge verkocht aan FC Utrecht. Daartegenover stond de huur van Andreas Landgren (Udinese), Maceo Rigters (Blackburn Rovers) en Denis Halilović (FK Saturn)

### Transferoverzicht

#### Vertrokken
|                       | Naam                    | Wed.                    | Doelp.                  | Naar?                           |                         |
|                       | Transfervrij vertrokken | Transfervrij vertrokken | Transfervrij vertrokken | Transfervrij vertrokken         | Transfervrij vertrokken |
| --------------------- | ----------------------- | ----------------------- | ----------------------- | ------------------------------- | ----------------------- |
| Vlag van Nederland    | Maikel Aerts            | 89                      | 0                       | Hertha BSC                      |                         |
| Vlag van Duitsland    | Mehmet Akgün            | 31                      | 3                       | Gençlerbirliği SK               |                         |
| Vlag van Nederland    | Ariën Pietersma         | 0                       | 0                       | Dijkse Boys                     |                         |
| Vlag van Nederland    | Jens Janse              | 102                     | 1                       | NAC Breda                       |                         |
| Vlag van Nederland    | Daan van Dinter         | 8                       | 0                       | FC Den Bosch                    |                         |
| Vlag van Nederland    | Marciano Bruma          | 18                      | 0                       | Arka Gdynia                     |                         |
| Vlag van Nederland    | Frank van der Struijk   | 120                     | 5                       | Vitesse (was gehuurd)           |                         |
| Vlag van Nederland    | Boy Deul                | 11                      | 0                       | Bayern München II               |                         |
| Vlag van België       | Christophe Grégoire     | 45                      | 5                       | Sporting Charleroi              |                         |
| Vlag van Nederland    | Saïd Boutahar           | 104                     | 16                      | Real Zaragoza                   |                         |
| Vlag van Nederland    | Paul Quasten            | 12                      | 1                       | gestopt                         |                         |
| Vlag van Nederland    | Mitchell Donald         | 14                      | 1                       | AFC Ajax (was gehuurd)          |                         |
| Vlag van Nederland    | Sergio Zijler           | 66                      | 6                       | HNK Rijeka                      |                         |
| Vlag van Nederland    | Ronnie Reniers          | 19                      | 0                       | FC Den Bosch                    |                         |
| Vlag van Nederland    | Stefan Nijland          | 16                      | 4                       | PSV (was gehuurd)               |                         |
| Vlag van Nederland    | Sidney Schmeltz         | 5                       | 0                       | Almere City FC                  |                         |
| Vlag van België       | Ratko Vansimpsen        | 0                       | 0                       | FC Eindhoven                    |                         |
| Vlag van Sierra Leone | Ibrahim Kargbo          | 113                     | 3                       | FK Bakoe                        |                         |
| Vlag van Nederland    | Bas van Loon            | 3                       | 0                       | VV Baronie                      |                         |
| Vlag van België       | Wim Kustermans          | 0                       | 0                       | VV Baronie                      |                         |
| Vlag van Nederland    | Danny Schenkel          | 34                      | 0                       | AEK Larnaca                     |                         |
|                       | Verhuurd                |                         |                         |                                 |                         |
| Vlag van Nederland    | Jasper Waalkens         | 12                      | 0                       | Helmond Sport per januari 2011  |                         |
| Vlag van Nederland    | Junior Livramento       | 22                      | 0                       | RBC Roosendaal per januari 2011 |                         |
|                       | Verkocht                |                         |                         |                                 |                         |
| Vlag van Nederland    | Frank Demouge           | 87                      | 30                      | FC Utrecht                      |                         |

#### Aangetrokken
|                     | Naam                     | Vorige club                         |                          |                          |                          |
|                     | Transfervrij overgenomen | Transfervrij overgenomen            | Transfervrij overgenomen | Transfervrij overgenomen | Transfervrij overgenomen |
| ------------------- | ------------------------ | ----------------------------------- | ------------------------ | ------------------------ | ------------------------ |
| Vlag van Nederland  | Niek Vossebelt           | FC Zwolle                           |                          |                          |                          |
| Vlag van Nederland  | Rowin van Zaanen         | FC Volendam                         |                          |                          |                          |
| Vlag van Nederland  | Harmen Kuperus           | Telstar                             |                          |                          |                          |
| Vlag van Oostenrijk | Andreas Lasnik           | Alemannia Aachen                    |                          |                          |                          |
| Vlag van Nederland  | Giovanni Gravenbeek      | SBV Vitesse                         |                          |                          |                          |
| Vlag van Nederland  | Lars Hutten              | PSV                                 |                          |                          |                          |
| Vlag van Finland    | Juha Hakola              | Heracles Almelo                     |                          |                          |                          |
| Vlag van Polen      | Paweł Wojciechowski      | sc Heerenveen                       |                          |                          |                          |
| Vlag van Finland    | Veli Lampi               | FC Zürich                           |                          |                          |                          |
| Vlag van Oekraïne   | Evgeniy Levchenko        | FK Saturn                           |                          |                          |                          |
| Vlag van Servië     | Vladan Kujović           | Lierse SK                           |                          |                          |                          |
|                     | Gekocht                  |                                     |                          |                          |                          |
|                     | Gehuurd                  |                                     |                          |                          |                          |
| Vlag van Nederland  | Jan-Arie van der Heijden | AFC Ajax                            |                          |                          |                          |
| Vlag van België     | Davino Verhulst          | KRC Genk                            |                          |                          |                          |
| Vlag van Zweden     | Andreas Landgren         | Udinese Calcio                      |                          |                          |                          |
| Vlag van Nederland  | Maceo Rigters            | Blackburn Rovers                    |                          |                          |                          |
| Vlag van Slovenië   | Denis Halilović          | FK Saturn                           |                          |                          |                          |
| Vlag van Slovenië   | Dragan Jelič             | NK Maribor per januari 2010         |                          |                          |                          |
| Vlag van Tsjechië   | David Střihavka          | FC Viktoria Pilsen per januari 2010 |                          |                          |                          |
| Vlag van Duitsland  | Gerrit Pressel           | Hamburger SV per januari 2010       |                          |                          |                          |
|                     | Eigen jeugd              |                                     |                          |                          |                          |
| Vlag van Nederland  | Ricardo Ippel            |                                     |                          |                          |                          |
| Vlag van Nederland  | Rangelo Janga            |                                     |                          |                          |                          |

## Eerste elftal

### Selectie
| Nr. |                                                              | Naam                     | Competitie, dit seizoen | Competitie, dit seizoen | Totaal Competitie Willem II | Totaal Competitie Willem II | Seizoen | Vorige club                | Competitiedebuut  | Opmerkingen                            |         |         |         |         |         |         |
| Nr. | W                                                            | Naam                     |                         | W                       |                             |                             | Seizoen | Vorige club                | Competitiedebuut  | Opmerkingen                            |         |         |         |         |         |         |
|     |                                                              | Keepers                  | Keepers                 | Keepers                 | Keepers                     | Keepers                     | Keepers | Keepers                    | Keepers           | Keepers                                | Keepers | Keepers | Keepers | Keepers | Keepers | Keepers |
| --- | ------------------------------------------------------------ | ------------------------ | ----------------------- | ----------------------- | --------------------------- | --------------------------- | ------- | -------------------------- | ----------------- | -------------------------------------- | ------- | ------- | ------- | ------- | ------- | ------- |
| 1   | Vlag van Finland                                             | Niki Mäenpää             | 12                      | 0                       | 18                          | 0                           | 2e      | FC Den Bosch               | 3 oktober 2009    |                                        |         |         |         |         |         |         |
| 21  | Vlag van België                                              | Davino Verhulst          | 14                      | 0                       | 14                          | 0                           | 1e      | KRC Genk (gehuurd)         | 26 september 2010 |                                        |         |         |         |         |         |         |
| 31  | Vlag van Nederland                                           | Harmen Kuperus           | 0                       | 0                       | 0                           | 0                           | 1e      | Telstar                    | n.n.g.            |                                        |         |         |         |         |         |         |
| 51  | Vlag van Servië                                              | Vladan Kujović           | 8                       | 0                       | 8                           | 0                           | 1e      | Lierse SK                  | 13 maart 2011     | per februari 2011                      |         |         |         |         |         |         |
|     |                                                              | Verdedigers              |                         |                         |                             |                             |         |                            |                   |                                        |         |         |         |         |         |         |
| 3   | Vlag van België                                              | Bart Biemans             | 27                      | 4                       | 69                          | 6                           | 3e      | Jeugdopl. Willem II        | 7 februari 2009   |                                        |         |         |         |         |         |         |
| 4   | Vlag van Nederland                                           | Arjan Swinkels           | 29                      | 1                       | 125                         | 7                           | 7e      | Jeugdopl. Willem II        | 2 maart 2005      |                                        |         |         |         |         |         |         |
| 5   | Vlag van Finland                                             | Veli Lampi               | 28                      | 0                       | 28                          | 0                           | 1e      | FC Zürich                  | 7 augustus 2010   |                                        |         |         |         |         |         |         |
| 12  | Vlag van Nederland · Vlag van Portugal · Vlag van Kaapverdië | Junior Livramento        | 6                       | 0                       | 20                          | 0                           | 2e      | Jeugdopl. Willem II        | 1 augustus 2009   | per januari verhuurd aan RBC           |         |         |         |         |         |         |
| 12  | Vlag van Duitsland                                           | Gerrit Pressel           | 6                       | 0                       | 6                           | 0                           | 1e      | Hamburger SV (gehuurd)     | 6 februari 2011   | per januari 2011                       |         |         |         |         |         |         |
| 15  | Vlag van Kaapverdië                                          | Josimar Lima             | 2                       | 0                       | 3                           | 0                           | 2e      | Jeugdopl. Willem II        | 8 november 2009   |                                        |         |         |         |         |         |         |
| 25  | Vlag van Slovenië                                            | Denis Halilović          | 16                      | 1                       | 16                          | 1                           | 1e      | FK Saturn (gehuurd)        | 26 september 2010 |                                        |         |         |         |         |         |         |
|     |                                                              | Middenvelders            |                         |                         |                             |                             |         |                            |                   |                                        |         |         |         |         |         |         |
| 2   | Vlag van Nederland                                           | Giovanni Gravenbeek      | 19                      | 0                       | 19                          | 0                           | 1e      | Vitesse                    | 24 oktober 2010   |                                        |         |         |         |         |         |         |
| 6   | Vlag van Nederland · Vlag van Kaapverdië                     | Marlon Pereira Freire    | 34                      | 0                       | 54                          | 1                           | 2e      | Jeugdopl. Willem II        | 1 augustus 2009   |                                        |         |         |         |         |         |         |
| 8   | Vlag van Oekraïne                                            | Evgeniy Levchenko        | 19                      | 3                       | 19                          | 3                           | 1e      | FK Saturn                  | 7 augustus 2010   |                                        |         |         |         |         |         |         |
| 16  | Vlag van Nederland                                           | Niek Vossebelt           | 18                      | 0                       | 18                          | 0                           | 1e      | FC Zwolle                  | 7 augustus 2010   |                                        |         |         |         |         |         |         |
| 17  | Vlag van Nederland                                           | Jan-Arie van der Heijden | 32                      | 2                       | 58                          | 3                           | 2e      | AFC Ajax (gehuurd)         | 13 september 2009 |                                        |         |         |         |         |         |         |
| 18  | Vlag van Nederland                                           | Ricardo Ippel            | 15                      | 0                       | 15                          | 0                           | 1e      | Jeugdopl. Willem II        | 11 september 2010 |                                        |         |         |         |         |         |         |
| 20  | Vlag van Nederland                                           | Jasper Waalkens          | 2                       | 0                       | 12                          | 0                           | 2e      | Jeugdopleiding PSV         | 9 augustus 2009   | per 10 januari 2011 naar Helmond Sport |         |         |         |         |         |         |
| 23  | Vlag van Oostenrijk                                          | Andreas Lasnik           | 33                      | 9                       | 33                          | 9                           | 1e      | Alemannia Aachen           | 7 augustus 2010   |                                        |         |         |         |         |         |         |
| 24  | Vlag van Zweden                                              | Andreas Landgren         | 13                      | 2                       | 13                          | 2                           | 1e      | Udinese Calcio (gehuurd)   | 11 september 2010 |                                        |         |         |         |         |         |         |
|     |                                                              | Aanvallers               |                         |                         |                             |                             |         |                            |                   |                                        |         |         |         |         |         |         |
| 7   | Vlag van Finland                                             | Juha Hakola              | 17                      | 3                       | 17                          | 3                           | 1e      | Heracles Almelo            | 7 augustus 2010   |                                        |         |         |         |         |         |         |
| 9   | Vlag van Nederland                                           | Frank Demouge            | 3                       | 1                       | 87                          | 30                          | 4e      | FC Den Bosch               | 6 oktober 2007    | per 1 september 2010 naar FC Utrecht   |         |         |         |         |         |         |
| 9   | Vlag van Tsjechië                                            | David Střihavka          | 11                      | 0                       | 11                          | 0                           | 1e      | FC Viktoria Pilsen         | 29 januari 2011   | per januari 2011 gehuurd               |         |         |         |         |         |         |
| 10  | Vlag van Nederland                                           | Maceo Rigters            | 28                      | 5                       | 28                          | 5                           | 1e      | Blackburn Rovers (gehuurd) | 11 september 2010 |                                        |         |         |         |         |         |         |
| 11  | Vlag van Nederland                                           | Rowin van Zaanen         | 19                      | 1                       | 19                          | 1                           | 1e      | FC Volendam                | 7 augustus 2010   |                                        |         |         |         |         |         |         |
| 14  | Vlag van Polen                                               | Paweł Wojciechowski      | 0                       | 0                       | 0                           | 0                           | 1e      | sc Heerenveen              | n.n.g.            |                                        |         |         |         |         |         |         |
| 19  | Vlag van Nederlandse Antillen (1986-2010)                    | Gerson Sheotahul         | 14                      | 1                       | 37                          | 3                           | 2e      | FC Volendam                | 22 augustus 2009  |                                        |         |         |         |         |         |         |
| 20  | Vlag van Slovenië                                            | Dragan Jelič             | 5                       | 0                       | 5                           | 0                           | 1e      | NK Maribor                 | 6 februari 2011   | per januari 2011 gehuurd               |         |         |         |         |         |         |
| 22  | Vlag van Nederland                                           | Lars Hutten              | 19                      | 0                       | 19                          | 0                           | 1e      | PSV                        | 7 augustus 2010   |                                        |         |         |         |         |         |         |
| 32  | Vlag van Nederland                                           | Rangelo Janga            | 18                      | 2                       | 18                          | 2                           | 1e      | Jeugdopl. Willem II        | 26 september 2010 |                                        |         |         |         |         |         |         |

### Staf
|                    | Naam                | Functie                               |
| ------------------ | ------------------- | ------------------------------------- |
| Vlag van Nederland | Gert Heerkes        | Hoofdtrainer                          |
| Vlag van Nederland | John Feskens        | 1e assistent-trainer                  |
| Vlag van Nederland | Raymond Vissers     | 2e assistent-trainer / keeperstrainer |
| Vlag van Nederland | Jan Vioen           | Clubarts                              |
| Vlag van Nederland | Henri van Amelsfort | Verzorger                             |
| Vlag van Nederland | Raymond de Jong     | Fysiotherapeut                        |
| Vlag van Nederland | Frank de Brouwer    | Teammanager                           |
| Vlag van Nederland | Henri van der Vegt  | Technisch directeur                   |

## Wedstrijden

### Oefenwedstrijden

#### Voorbereiding
| 4 juli 2010, 14u00                                                             | Willem II                                                                                        | 5-2 (3-0) | Brabants Dagblad Klasbakkenteam | Opstelling Willem II                                                                                    | Opstelling Brabants Dagblad Klasbakkenteam                                                           |  |
| Stadion: Koning Willem II Stadion, Tilburg Toeschouwers: 5.000 Scheidsrechter: | Juha Hakola 1-0 Andreas Lasnik 2-0 Rowin van Zaanen 3-0 Jasper Waalkens 4-0 Gerson Sheotahul 5-1 |           |                                 | Mäenpää, Gravenbeek, Biemans, Swinkels, Gordon, Pereira, Hakola, Demouge, Van Zaanen, Vossebelt, Lasnik | Dominikus, Atuahene, Kuppens, Scheepens, Wonders, Koenen, Hunte, Scholten, Kamaçi, Huijbregts, Havar |  |
| Stadion: Koning Willem II Stadion, Tilburg Toeschouwers: 5.000 Scheidsrechter: |                                                                                                  |           |                                 | Mäenpää, Gravenbeek, Biemans, Swinkels, Gordon, Pereira, Hakola, Demouge, Van Zaanen, Vossebelt, Lasnik | Dominikus, Atuahene, Kuppens, Scheepens, Wonders, Koenen, Hunte, Scholten, Kamaçi, Huijbregts, Havar |  |
| Stadion: Koning Willem II Stadion, Tilburg Toeschouwers: 5.000 Scheidsrechter: |                                                                                                  |           |                                 | Mäenpää, Gravenbeek, Biemans, Swinkels, Gordon, Pereira, Hakola, Demouge, Van Zaanen, Vossebelt, Lasnik | Dominikus, Atuahene, Kuppens, Scheepens, Wonders, Koenen, Hunte, Scholten, Kamaçi, Huijbregts, Havar |  |
|                                                                                |                                                                                                  |           |                                 | | |  |

| 9 juli 2010, 19u00                                                  | Be Ready | 0-8 (0-2) | Willem II | Opstelling Be Ready | Opstelling Willem II |
| Stadion: Sportpark De Schiethoek, Hank Scheidsrechter: Peter Govers |          |           | 0-1 Arjan Swinkels '40 0-2 Marlon Pereira Freire '42 0-3 Rowin van Zaanen '49 0-4 Gerson Sheotahul '53 0-5 Josimar Lima 0-6 Gerson Sheotahul 0-7 Ricardo Ippel '84/pen 0-8 Rowin van Zaanen '87 |                     | Mäenpää (Kuperus/46), Gravenbeek, Schenkel (Biemans/46), Swinkels (Lima/46), Livramento, Pereira (Vossebelt/46), Lasnik, Hutten, Hakola (Ippel/46), Sheotahul, Van Zaanen |
| Stadion: Sportpark De Schiethoek, Hank Scheidsrechter: Peter Govers |          |           | |                     | Mäenpää (Kuperus/46), Gravenbeek, Schenkel (Biemans/46), Swinkels (Lima/46), Livramento, Pereira (Vossebelt/46), Lasnik, Hutten, Hakola (Ippel/46), Sheotahul, Van Zaanen |
| Stadion: Sportpark De Schiethoek, Hank Scheidsrechter: Peter Govers |          |           | |                     | Mäenpää (Kuperus/46), Gravenbeek, Schenkel (Biemans/46), Swinkels (Lima/46), Livramento, Pereira (Vossebelt/46), Lasnik, Hutten, Hakola (Ippel/46), Sheotahul, Van Zaanen |
|                                                                     |          |           | |                     | |

| 17 juli 2010, 14u00                                                     | KV Turnhout | 1-2 (0-1) | Willem II                            | Opstelling KV Turnhout | Opstelling Willem II |
| Stadion: Stadsparkstadion, Turnhout Toeschouwers: 1.000 Scheidsrechter: | '82/pen 1-2 |           | 0-1 Van Zaanen '5 0-2 Lasnik '60/pen |                        | Kuperus, Lampi , Biemans, Swinkels, Livramento (Gravenbeek/61), Vossebelt (Pereira/61), Levchenko (Ippel/83), Lasnik, Hakola (Hutten/61), Sheotahul, Van Zaanen |
| Stadion: Stadsparkstadion, Turnhout Toeschouwers: 1.000 Scheidsrechter: |             |           |                                      |                        | Kuperus, Lampi , Biemans, Swinkels, Livramento (Gravenbeek/61), Vossebelt (Pereira/61), Levchenko (Ippel/83), Lasnik, Hakola (Hutten/61), Sheotahul, Van Zaanen |
| Stadion: Stadsparkstadion, Turnhout Toeschouwers: 1.000 Scheidsrechter: |             |           |                                      |                        | Kuperus, Lampi , Biemans, Swinkels, Livramento (Gravenbeek/61), Vossebelt (Pereira/61), Levchenko (Ippel/83), Lasnik, Hakola (Hutten/61), Sheotahul, Van Zaanen |
|                                                                         |             |           |                                      |                        | |

| 21 juli 2010                                        | KV Mechelen                                   | 2-1 (0-0) | Willem II                 | Opstelling KV Mechelen                                                                                                  | Opstelling Willem II |  |
| Stadion: Moergestel Toeschouwers: 0 Scheidsrechter: | '67 Kevin Geudens 1-0 '85 Joachim Mununga 2-1 |           | 1-1 Boris Pandža '70/e.d. | Renard, Chen, Van Hoevelen, Pandža, Ghomsi, Buyens (Viðarsson/80), Gorius, Mununga, Destorme (Wilmet/75), Nong, Geudens | Mäenpää, Gravenbeek (Livramento/46), Biemans, Swinkels, Lampi, Pereira, Levchenko (Vossebelt), Lasnik (Hutten), Hakola, Sheotahul (Demouge/46), Van Zaanen |  |
| Stadion: Moergestel Toeschouwers: 0 Scheidsrechter: |                                               |           |                           | Renard, Chen, Van Hoevelen, Pandža, Ghomsi, Buyens (Viðarsson/80), Gorius, Mununga, Destorme (Wilmet/75), Nong, Geudens | Mäenpää, Gravenbeek (Livramento/46), Biemans, Swinkels, Lampi, Pereira, Levchenko (Vossebelt), Lasnik (Hutten), Hakola, Sheotahul (Demouge/46), Van Zaanen |  |
| Stadion: Moergestel Toeschouwers: 0 Scheidsrechter: |                                               |           |                           | Renard, Chen, Van Hoevelen, Pandža, Ghomsi, Buyens (Viðarsson/80), Gorius, Mununga, Destorme (Wilmet/75), Nong, Geudens | Mäenpää, Gravenbeek (Livramento/46), Biemans, Swinkels, Lampi, Pereira, Levchenko (Vossebelt), Lasnik (Hutten), Hakola, Sheotahul (Demouge/46), Van Zaanen |  |
|                                                     |                                               |           |                           | | |  |

| 24 juli 2010, 19u00                                                                          | Go Ahead Eagles | 0-2 (0-1) | Willem II                                 | Opstelling Go Ahead Eagles | Opstelling Willem II |  |
| Stadion: Sportpark De Woldermarck, Terwolde Toeschouwers: 2.000 Scheidsrechter: Rogier Honig |                 |           | 0-1 Juha Hakola '14 0-2 Frank Demouge '64 | Padt, Droste, Bus, Heerkens (Parnela/46), Vosselman, Van den Ouweland, Hollart , Gerritsen, Van der Zwan (Van der Biezen/75), Janota, Çolak (Vogelsang/46) | Mäenpää (Kuperus/46), Lampi (Gravenbeek/46), Biemans (Lima/46), Schenkel (Livramento/71), Livramento (Swinkels/46), Vossebelt (Pereira/46 ), Levchenko (Wojchiechowski/67), Hutten , Sheotahul (Lasnik/46), Demouge, Hakola (Vossebelt/65) |  |
| Stadion: Sportpark De Woldermarck, Terwolde Toeschouwers: 2.000 Scheidsrechter: Rogier Honig |                 |           |                                           | Padt, Droste, Bus, Heerkens (Parnela/46), Vosselman, Van den Ouweland, Hollart , Gerritsen, Van der Zwan (Van der Biezen/75), Janota, Çolak (Vogelsang/46) | Mäenpää (Kuperus/46), Lampi (Gravenbeek/46), Biemans (Lima/46), Schenkel (Livramento/71), Livramento (Swinkels/46), Vossebelt (Pereira/46 ), Levchenko (Wojchiechowski/67), Hutten , Sheotahul (Lasnik/46), Demouge, Hakola (Vossebelt/65) |  |
| Stadion: Sportpark De Woldermarck, Terwolde Toeschouwers: 2.000 Scheidsrechter: Rogier Honig |                 |           |                                           | Padt, Droste, Bus, Heerkens (Parnela/46), Vosselman, Van den Ouweland, Hollart , Gerritsen, Van der Zwan (Van der Biezen/75), Janota, Çolak (Vogelsang/46) | Mäenpää (Kuperus/46), Lampi (Gravenbeek/46), Biemans (Lima/46), Schenkel (Livramento/71), Livramento (Swinkels/46), Vossebelt (Pereira/46 ), Levchenko (Wojchiechowski/67), Hutten , Sheotahul (Lasnik/46), Demouge, Hakola (Vossebelt/65) |  |
|                                                                                              |                 |           |                                           | | |  |

| 27 juli 2010, 19u00                                                            | HVV Hollandia     | 1-4 (0-1) | Willem II                                                                                            | Opstelling HVV Hollandia | Opstelling Willem II |
| Stadion: Sportpark Julianapark, Hoorn Toeschouwers: 700 Scheidsrechter: O'Niel | '51 Hollandia 1-3 |           | 0-1 Paweł Wojciechowski 0-2 Gerson Sheotahul '47 0-3 Paweł Wojciechowski '49 1-4 Paweł Wojciechowski |                          | Kuperus, Lampi (Biemans/46), Lima (Ippel/70), Schenkel, Livramento (Swinkels/46), Hutten, Pereira, Vossebelt, Hakola (Lasnik/70), Demouge (Sheotahul/70), Wojciechowski (Levchenko/60) |
| Stadion: Sportpark Julianapark, Hoorn Toeschouwers: 700 Scheidsrechter: O'Niel |                   |           | |                          | Kuperus, Lampi (Biemans/46), Lima (Ippel/70), Schenkel, Livramento (Swinkels/46), Hutten, Pereira, Vossebelt, Hakola (Lasnik/70), Demouge (Sheotahul/70), Wojciechowski (Levchenko/60) |
| Stadion: Sportpark Julianapark, Hoorn Toeschouwers: 700 Scheidsrechter: O'Niel |                   |           | |                          | Kuperus, Lampi (Biemans/46), Lima (Ippel/70), Schenkel, Livramento (Swinkels/46), Hutten, Pereira, Vossebelt, Hakola (Lasnik/70), Demouge (Sheotahul/70), Wojciechowski (Levchenko/60) |
|                                                                                |                   |           | |                          | |

| 29 juli 2010, 17u30                                                  | Jong Ajax | 0-0 | Willem II | Opstelling Jong Ajax | Opstelling Willem II |  |
| Stadion: Maritiem Toernooi, Den Helder Scheidsrechter: Rick de Meyer |           |     |           | Verhoeven, Van Rhijn, Bonevacia, Kappelhof, Boilesen (Burnet/60), Donald, Overtoom, Bouy (Sneijder/60), Aissati, Bodul (Ebecilio/60), Özbiliz (Jozefzoon/60) | Mäenpää, Rijnvos (Pereira/68), Schenkel, Biemans (Lima/64), Swinkels, Vossebelt, Levchenko, Lasnik, Hakola (Kamara/68), Demouge, Wojchiechowski (Hutten/31) |  |
| Stadion: Maritiem Toernooi, Den Helder Scheidsrechter: Rick de Meyer |           |     |           | Verhoeven, Van Rhijn, Bonevacia, Kappelhof, Boilesen (Burnet/60), Donald, Overtoom, Bouy (Sneijder/60), Aissati, Bodul (Ebecilio/60), Özbiliz (Jozefzoon/60) | Mäenpää, Rijnvos (Pereira/68), Schenkel, Biemans (Lima/64), Swinkels, Vossebelt, Levchenko, Lasnik, Hakola (Kamara/68), Demouge, Wojchiechowski (Hutten/31) |  |
| Stadion: Maritiem Toernooi, Den Helder Scheidsrechter: Rick de Meyer |           |     |           | Verhoeven, Van Rhijn, Bonevacia, Kappelhof, Boilesen (Burnet/60), Donald, Overtoom, Bouy (Sneijder/60), Aissati, Bodul (Ebecilio/60), Özbiliz (Jozefzoon/60) | Mäenpää, Rijnvos (Pereira/68), Schenkel, Biemans (Lima/64), Swinkels, Vossebelt, Levchenko, Lasnik, Hakola (Kamara/68), Demouge, Wojchiechowski (Hutten/31) |  |
|                                                                      |           |     |           | | |  |

| 31 juli 2010, 17u00                                                | De Graafschap       | 1-0 | Willem II | Opstelling De Graafschap | Opstelling Willem II |  |
| Stadion: Maritiem Toernooi, Den Helder Scheidsrechter: Ruud Bossen | '32 Hugo Bargas 1-0 |     |           | Waterman, Nalbantoğlu, Meijer, Wormgoor, Fränkel (Evers/89), Jungschläger (Overgoor/84), Kujala (Broekhof/60), Hairemans (De Ridder/60), Rose, Bargas (Coppoolse/84), El Hassnaoui (Poepon/46) | Mäenpää, Lampi (Gravenbeek/72), Biemans, Van der Heijden, Swinkels, Pereira, Hutten, Levchenko, Hakola, Demouge (Ippel/80), Van Zaanen (Vossebelt/46) |  |
| Stadion: Maritiem Toernooi, Den Helder Scheidsrechter: Ruud Bossen |                     |     |           | Waterman, Nalbantoğlu, Meijer, Wormgoor, Fränkel (Evers/89), Jungschläger (Overgoor/84), Kujala (Broekhof/60), Hairemans (De Ridder/60), Rose, Bargas (Coppoolse/84), El Hassnaoui (Poepon/46) | Mäenpää, Lampi (Gravenbeek/72), Biemans, Van der Heijden, Swinkels, Pereira, Hutten, Levchenko, Hakola, Demouge (Ippel/80), Van Zaanen (Vossebelt/46) |  |
| Stadion: Maritiem Toernooi, Den Helder Scheidsrechter: Ruud Bossen |                     |     |           | Waterman, Nalbantoğlu, Meijer, Wormgoor, Fränkel (Evers/89), Jungschläger (Overgoor/84), Kujala (Broekhof/60), Hairemans (De Ridder/60), Rose, Bargas (Coppoolse/84), El Hassnaoui (Poepon/46) | Mäenpää, Lampi (Gravenbeek/72), Biemans, Van der Heijden, Swinkels, Pereira, Hutten, Levchenko, Hakola, Demouge (Ippel/80), Van Zaanen (Vossebelt/46) |  |
|                                                                    |                     |     |           | | |  |

### Eredivisie

#### Augustus
| 7 augustus 2010, 19u45                                                              | Heracles Almelo                                                  | 3-0 (1-0) | Willem II | Opstelling Heracles Almelo | Opstelling Willem II |  |
| Stadion: Polman Stadion, Almelo Toeschouwers: 8.465 Scheidsrechter: Jack van Hulten | '3 Marko Vejinović 1-0 '86 Glynor Plet 2-0 '90+1 Glynor Plet 3-0 |           |           | Pasveer, Breukers, Maertens, Van der Linden, Looms, Quansah, Vejinović (Fledderus/68), Overtoom, Douglas, Plet, Everton (Houtkoop/80) | Mäenpää, Lampi, Biemans , Van der Heijden, Swinkels, Pereira (Vossebelt/79), Lasnik, Levchenko , Hakola (Sheotahul/79), Demouge, Hutten (Van Zaanen/66) |  |
| Stadion: Polman Stadion, Almelo Toeschouwers: 8.465 Scheidsrechter: Jack van Hulten |                                                                  |           |           | Pasveer, Breukers, Maertens, Van der Linden, Looms, Quansah, Vejinović (Fledderus/68), Overtoom, Douglas, Plet, Everton (Houtkoop/80) | Mäenpää, Lampi, Biemans , Van der Heijden, Swinkels, Pereira (Vossebelt/79), Lasnik, Levchenko , Hakola (Sheotahul/79), Demouge, Hutten (Van Zaanen/66) |  |
| Stadion: Polman Stadion, Almelo Toeschouwers: 8.465 Scheidsrechter: Jack van Hulten |                                                                  |           |           | Pasveer, Breukers, Maertens, Van der Linden, Looms, Quansah, Vejinović (Fledderus/68), Overtoom, Douglas, Plet, Everton (Houtkoop/80) | Mäenpää, Lampi, Biemans , Van der Heijden, Swinkels, Pereira (Vossebelt/79), Lasnik, Levchenko , Hakola (Sheotahul/79), Demouge, Hutten (Van Zaanen/66) |  |
|                                                                                     |                                                                  |           |           | | |  |

| 15 augustus 2010, 14u30                                                                    | Willem II                                                           | 3-5 (2-1) | N.E.C. | Opstelling Willem II | Opstelling N.E.C. |  |
| Stadion: Koning Willem II Stadion, Tilburg Toeschouwers: 11.300 Scheidsrechter: Ed Janssen | '6 Juha Hakola 1-0 '30 Frank Demouge 2-1 '70/pen Andreas Lasnik 3-4 |           | 1-1 Lasse Schöne '18 2-2 Björn Vleminckx '56/pen 2-3 Björn Vleminckx '62 2-4 Bas Sibum '64 3-5 Björn Vleminckx '90+3 | Mäenpää, Lampi, Biemans, Van der Heijden , Swinkels (Livramento/75), Pereira (Sheotahul/75), Lasnik, Levchenko, Hakola, Demouge, Van Zaanen (Hutten/85) | Babos, Will, Zomer, Van Eijden, Nuytinck , Zimling, Schöne (Davids/85), Sibum, Chatelle, Vleminckx , George (Ten Voorde/90) |  |
| Stadion: Koning Willem II Stadion, Tilburg Toeschouwers: 11.300 Scheidsrechter: Ed Janssen |                                                                     |           | | Mäenpää, Lampi, Biemans, Van der Heijden , Swinkels (Livramento/75), Pereira (Sheotahul/75), Lasnik, Levchenko, Hakola, Demouge, Van Zaanen (Hutten/85) | Babos, Will, Zomer, Van Eijden, Nuytinck , Zimling, Schöne (Davids/85), Sibum, Chatelle, Vleminckx , George (Ten Voorde/90) |  |
| Stadion: Koning Willem II Stadion, Tilburg Toeschouwers: 11.300 Scheidsrechter: Ed Janssen |                                                                     |           | | Mäenpää, Lampi, Biemans, Van der Heijden , Swinkels (Livramento/75), Pereira (Sheotahul/75), Lasnik, Levchenko, Hakola, Demouge, Van Zaanen (Hutten/85) | Babos, Will, Zomer, Van Eijden, Nuytinck , Zimling, Schöne (Davids/85), Sibum, Chatelle, Vleminckx , George (Ten Voorde/90) |  |
|                                                                                            |                                                                     |           | | | |  |

| 22 augustus 2010, 14u30                                                                                                  | FC Utrecht                                                                            | 3-0 (3-0) | Willem II | Opstelling FC Utrecht | Opstelling Willem II |  |
| Stadion: Stadion Galgenwaard, Utrecht Toeschouwers: 20.000 Scheidsrechter: Reinold Wiedemeijer Lasnik (WII) mist pen/'20 | '22/pen Ricky van Wolfswinkel 1-0 '28 Dries Mertens 2-0 '33 Ricky van Wolfswinkel 3-0 |           |           | Vorm, Cornelisse, Schut , Wuytens, Neşu, Asare (Oar/80), Silberbauer, Lensky, Duplan, Van Wolfswinkel (Maguire/64), Mertens (Nijholt/75) | Mäenpää, Lampi, Biemans, Van der Heijden, Swinkels, Pereira (Hutten/64 ), Lasnik (Vossebelt/46), Levchenko, Hakola, Demouge , Van Zaanen (Sheotahul/46) |  |
| Stadion: Stadion Galgenwaard, Utrecht Toeschouwers: 20.000 Scheidsrechter: Reinold Wiedemeijer Lasnik (WII) mist pen/'20 |                                                                                       |           |           | Vorm, Cornelisse, Schut , Wuytens, Neşu, Asare (Oar/80), Silberbauer, Lensky, Duplan, Van Wolfswinkel (Maguire/64), Mertens (Nijholt/75) | Mäenpää, Lampi, Biemans, Van der Heijden, Swinkels, Pereira (Hutten/64 ), Lasnik (Vossebelt/46), Levchenko, Hakola, Demouge , Van Zaanen (Sheotahul/46) |  |
| Stadion: Stadion Galgenwaard, Utrecht Toeschouwers: 20.000 Scheidsrechter: Reinold Wiedemeijer Lasnik (WII) mist pen/'20 |                                                                                       |           |           | Vorm, Cornelisse, Schut , Wuytens, Neşu, Asare (Oar/80), Silberbauer, Lensky, Duplan, Van Wolfswinkel (Maguire/64), Mertens (Nijholt/75) | Mäenpää, Lampi, Biemans, Van der Heijden, Swinkels, Pereira (Hutten/64 ), Lasnik (Vossebelt/46), Levchenko, Hakola, Demouge , Van Zaanen (Sheotahul/46) |  |
| |                                                                                       |           |           | | |  |

| 27 augustus 2010, 20u45                                                                     | Willem II | 0-3 (0-1) | FC Groningen                                                           | Opstelling Willem II | Opstelling FC Groningen |  |
| Stadion: Koning Willem II Stadion, Tilburg Toeschouwers: 12.000 Scheidsrechter: Ruud Bossen |           |           | 0-1 Tom Hiariej '37 0-2 Thomas Enevoldsen '62 0-3 Nicklas Pedersen '67 | Mäenpää, Lampi, Biemans, Van der Heijden , Pereira, Vossebelt, Lasnik, Levchenko, Hakola (Hutten/40), Sheotahul, Van Zaanen | Luciano, Kieftenbeld , Granqvist, Ivens, Stenman, Enevoldsen (Van de Laak/70), Hiariej, Sparv (Metaj/88), Tadić, Pedersen, Matavž (Bacuna/59) |  |
| Stadion: Koning Willem II Stadion, Tilburg Toeschouwers: 12.000 Scheidsrechter: Ruud Bossen |           |           |                                                                        | Mäenpää, Lampi, Biemans, Van der Heijden , Pereira, Vossebelt, Lasnik, Levchenko, Hakola (Hutten/40), Sheotahul, Van Zaanen | Luciano, Kieftenbeld , Granqvist, Ivens, Stenman, Enevoldsen (Van de Laak/70), Hiariej, Sparv (Metaj/88), Tadić, Pedersen, Matavž (Bacuna/59) |  |
| Stadion: Koning Willem II Stadion, Tilburg Toeschouwers: 12.000 Scheidsrechter: Ruud Bossen |           |           |                                                                        | Mäenpää, Lampi, Biemans, Van der Heijden , Pereira, Vossebelt, Lasnik, Levchenko, Hakola (Hutten/40), Sheotahul, Van Zaanen | Luciano, Kieftenbeld , Granqvist, Ivens, Stenman, Enevoldsen (Van de Laak/70), Hiariej, Sparv (Metaj/88), Tadić, Pedersen, Matavž (Bacuna/59) |  |
|                                                                                             |           |           |                                                                        | | |  |

#### September
| 11 september 2010, 18u45                                                                | AFC Ajax                                        | 2-0 (1-0) | Willem II | Opstelling AFC Ajax | Opstelling Willem II |  |
| Stadion: Amsterdam ArenA, Amsterdam Toeschouwers: 47.702 Scheidsrechter: Danny Makkelie | '34/pen Luis Suárez 1-0 '54/pen Luis Suárez 2-0 |           |           | Stekelenburg, Van der Wiel, Alderweireld (Ooijer/63), Vertonghen, Anita (Sulejmani/66), Enoh, De Zeeuw (Tainio/85), De Jong, Suárez, El Hamdaoui, Emanuelson | Mäenpää, Lampi, Biemans , Swinkels , Pereira , Vossebelt , Landgren (Livramento/68), Levchenko , Van der Heijden, Lasnik (Ippel/79), Van Zaanen (Rigters/61) |  |
| Stadion: Amsterdam ArenA, Amsterdam Toeschouwers: 47.702 Scheidsrechter: Danny Makkelie |                                                 |           |           | Stekelenburg, Van der Wiel, Alderweireld (Ooijer/63), Vertonghen, Anita (Sulejmani/66), Enoh, De Zeeuw (Tainio/85), De Jong, Suárez, El Hamdaoui, Emanuelson | Mäenpää, Lampi, Biemans , Swinkels , Pereira , Vossebelt , Landgren (Livramento/68), Levchenko , Van der Heijden, Lasnik (Ippel/79), Van Zaanen (Rigters/61) |  |
| Stadion: Amsterdam ArenA, Amsterdam Toeschouwers: 47.702 Scheidsrechter: Danny Makkelie |                                                 |           |           | Stekelenburg, Van der Wiel, Alderweireld (Ooijer/63), Vertonghen, Anita (Sulejmani/66), Enoh, De Zeeuw (Tainio/85), De Jong, Suárez, El Hamdaoui, Emanuelson | Mäenpää, Lampi, Biemans , Swinkels , Pereira , Vossebelt , Landgren (Livramento/68), Levchenko , Van der Heijden, Lasnik (Ippel/79), Van Zaanen (Rigters/61) |  |
|                                                                                         |                                                 |           |           | | |  |

| 18 september 2010, 20u45                                                                      | Willem II                                      | 2-4 (1-1) | ADO Den Haag                                                                                               | Opstelling Willem II | Opstelling ADO Den Haag |  |
| Stadion: Koning Willem II Stadion, Tilburg Toeschouwers: 10.300 Scheidsrechter: Björn Kuipers | '5 Maceo Rigters 1-0 '52 Evgeniy Levchenko 2-2 |           | 1-1 Aleksandar Radosavljevič '38 1-2 František Kubík '49 2-3 František Kubík '80 2-4 Dmitri Boelykin '90+2 | Mäenpää, Lampi, Biemans (Van Zaanen/85), Swinkels, Pereira (Livramento/83), Landgren, Van der Heijden, Levchenko , Vossebelt (Hutten/83), Lasnik, Rigters | Coutinho, Ammi, Derijck, Kum, Leeuwin (Bosschaart/75), Radosavljevič (Visser/85), Toornstra, Immers, Verhoek, Boelykin, Kubík (Supusepa/90) |  |
| Stadion: Koning Willem II Stadion, Tilburg Toeschouwers: 10.300 Scheidsrechter: Björn Kuipers |                                                |           | | Mäenpää, Lampi, Biemans (Van Zaanen/85), Swinkels, Pereira (Livramento/83), Landgren, Van der Heijden, Levchenko , Vossebelt (Hutten/83), Lasnik, Rigters | Coutinho, Ammi, Derijck, Kum, Leeuwin (Bosschaart/75), Radosavljevič (Visser/85), Toornstra, Immers, Verhoek, Boelykin, Kubík (Supusepa/90) |  |
| Stadion: Koning Willem II Stadion, Tilburg Toeschouwers: 10.300 Scheidsrechter: Björn Kuipers |                                                |           | | Mäenpää, Lampi, Biemans (Van Zaanen/85), Swinkels, Pereira (Livramento/83), Landgren, Van der Heijden, Levchenko , Vossebelt (Hutten/83), Lasnik, Rigters | Coutinho, Ammi, Derijck, Kum, Leeuwin (Bosschaart/75), Radosavljevič (Visser/85), Toornstra, Immers, Verhoek, Boelykin, Kubík (Supusepa/90) |  |
|                                                                                               |                                                |           | | | |  |

| 26 september 2010, 14u30                                                                | NAC Breda                                  | 2-1 (0-1) | Willem II               | Opstelling NAC Breda | Opstelling Willem II |  |
| Stadion: Rat Verlegh Stadion, Breda Toeschouwers: 18.350 Scheidsrechter: Eric Braamhaar | '64 Kees Luijckx 1-1 '79 Joonas Kolkka 2-1 |           | 0-1 Andreas Landgren '7 | Ten Rouwelaar, Fehér, Penders , Horváth, Schilder, Gudelj (Boussaboun/62), Luijckx, Gorter (Koenders/82), Leonardo, Amoah, Kolkka | Verhulst, Lampi, Halilović , Swinkels, Pereira, Livramento (Hutten/74), Landgren (Vossebelt/46), Levchenko, Van der Heijden (Janga/84), Lasnik , Rigters |  |
| Stadion: Rat Verlegh Stadion, Breda Toeschouwers: 18.350 Scheidsrechter: Eric Braamhaar |                                            |           |                         | Ten Rouwelaar, Fehér, Penders , Horváth, Schilder, Gudelj (Boussaboun/62), Luijckx, Gorter (Koenders/82), Leonardo, Amoah, Kolkka | Verhulst, Lampi, Halilović , Swinkels, Pereira, Livramento (Hutten/74), Landgren (Vossebelt/46), Levchenko, Van der Heijden (Janga/84), Lasnik , Rigters |  |
| Stadion: Rat Verlegh Stadion, Breda Toeschouwers: 18.350 Scheidsrechter: Eric Braamhaar |                                            |           |                         | Ten Rouwelaar, Fehér, Penders , Horváth, Schilder, Gudelj (Boussaboun/62), Luijckx, Gorter (Koenders/82), Leonardo, Amoah, Kolkka | Verhulst, Lampi, Halilović , Swinkels, Pereira, Livramento (Hutten/74), Landgren (Vossebelt/46), Levchenko, Van der Heijden (Janga/84), Lasnik , Rigters |  |
|                                                                                         |                                            |           |                         | | |  |

#### Oktober
| 1 oktober 2010, 20u45                                                           | Vitesse | 0-0 | Willem II | Opstelling Vitesse | Opstelling Willem II |  |
| Stadion: Gelredome, Arnhem Toeschouwers: 13.150 Scheidsrechter: Jack van Hulten |         |     |           | Room, Kashia, Rajković, Sprockel, Büttner , Jenner (Nilsson/78), Aissati, Matić, Stevanovič (Pluim/72), Barazite (Van Ginkel/87), Pröpper | Verhulst, Lampi, Halilović, Swinkels (Biemans/78), Pereira, Hutten (Van Zaanen/75), Landgren (Vossebelt/80), Levchenko, Van der Heijden, Lasnik, Rigters |  |
| Stadion: Gelredome, Arnhem Toeschouwers: 13.150 Scheidsrechter: Jack van Hulten |         |     |           | Room, Kashia, Rajković, Sprockel, Büttner , Jenner (Nilsson/78), Aissati, Matić, Stevanovič (Pluim/72), Barazite (Van Ginkel/87), Pröpper | Verhulst, Lampi, Halilović, Swinkels (Biemans/78), Pereira, Hutten (Van Zaanen/75), Landgren (Vossebelt/80), Levchenko, Van der Heijden, Lasnik, Rigters |  |
| Stadion: Gelredome, Arnhem Toeschouwers: 13.150 Scheidsrechter: Jack van Hulten |         |     |           | Room, Kashia, Rajković, Sprockel, Büttner , Jenner (Nilsson/78), Aissati, Matić, Stevanovič (Pluim/72), Barazite (Van Ginkel/87), Pröpper | Verhulst, Lampi, Halilović, Swinkels (Biemans/78), Pereira, Hutten (Van Zaanen/75), Landgren (Vossebelt/80), Levchenko, Van der Heijden, Lasnik, Rigters |  |
|                                                                                 |         |     |           | | |  |

| 17 oktober 2010, 14u30                                                                         | Willem II                                           | 2-4 (2-3) | PSV                                                                                         | Opstelling Willem II | Opstelling PSV |  |
| Stadion: Koning Willem II Stadion, Tilburg Toeschouwers: 12.500 Scheidsrechter: Tom van Sichem | '10 Andreas Landgren 1-1 '32/e.d. Wilfred Bouma 2-2 |           | 0-1 Balázs Dzsudzsák '3 1-2 Jeremain Lens '16 2-3 Jonathan Reis '44 2-4 Ibrahim Afellay '52 | Verhulst, Lampi, Halilović, Swinkels , Pereira, Landgren , Van der Heijden , Lasnik (Hutten/84), Vossebelt (Ippel/62), Rigters, Van Zaanen | Isaksson, Hutchinson , Marcelo, Bouma, Pieters, Engelaar, Toivonen (Bakkal/78 ), Afellay, Lens (Amrabat/67), Reis, Dzsudzsák |  |
| Stadion: Koning Willem II Stadion, Tilburg Toeschouwers: 12.500 Scheidsrechter: Tom van Sichem |                                                     |           |                                                                                             | Verhulst, Lampi, Halilović, Swinkels , Pereira, Landgren , Van der Heijden , Lasnik (Hutten/84), Vossebelt (Ippel/62), Rigters, Van Zaanen | Isaksson, Hutchinson , Marcelo, Bouma, Pieters, Engelaar, Toivonen (Bakkal/78 ), Afellay, Lens (Amrabat/67), Reis, Dzsudzsák |  |
| Stadion: Koning Willem II Stadion, Tilburg Toeschouwers: 12.500 Scheidsrechter: Tom van Sichem |                                                     |           |                                                                                             | Verhulst, Lampi, Halilović, Swinkels , Pereira, Landgren , Van der Heijden , Lasnik (Hutten/84), Vossebelt (Ippel/62), Rigters, Van Zaanen | Isaksson, Hutchinson , Marcelo, Bouma, Pieters, Engelaar, Toivonen (Bakkal/78 ), Afellay, Lens (Amrabat/67), Reis, Dzsudzsák |  |
|                                                                                                |                                                     |           |                                                                                             | | |  |

| 24 oktober 2010, 14u30                                                                  | AZ                                                                | 3-0 (2-0) | Willem II | Opstelling AZ | Opstelling Willem II |  |
| Stadion: AFAS Stadion, Alkmaar Toeschouwers: 16.248 Scheidsrechter: Reinold Wiedemeijer | '11/pen Jonathas 1-0 '35 Maarten Martens 2-0 '55 Brett Holman 3-0 |           |           | Romero, Marcellis, Moisander, Moreno (Jaliens/76), Klavan, Schaars , Falkenburg (Sigthórsson/65), Wernbloom, Holman, Jonathas, Martens (Gudmundsson/61) | Verhulst, Lampi, Halilović, Swinkels, Pereira, Vossebelt (Gravenbeek/46), Landgren, Lasnik (Hutten/65), Van der Heijden, Van Zaanen, Rigters (Sheotahul/73) |  |
| Stadion: AFAS Stadion, Alkmaar Toeschouwers: 16.248 Scheidsrechter: Reinold Wiedemeijer |                                                                   |           |           | Romero, Marcellis, Moisander, Moreno (Jaliens/76), Klavan, Schaars , Falkenburg (Sigthórsson/65), Wernbloom, Holman, Jonathas, Martens (Gudmundsson/61) | Verhulst, Lampi, Halilović, Swinkels, Pereira, Vossebelt (Gravenbeek/46), Landgren, Lasnik (Hutten/65), Van der Heijden, Van Zaanen, Rigters (Sheotahul/73) |  |
| Stadion: AFAS Stadion, Alkmaar Toeschouwers: 16.248 Scheidsrechter: Reinold Wiedemeijer |                                                                   |           |           | Romero, Marcellis, Moisander, Moreno (Jaliens/76), Klavan, Schaars , Falkenburg (Sigthórsson/65), Wernbloom, Holman, Jonathas, Martens (Gudmundsson/61) | Verhulst, Lampi, Halilović, Swinkels, Pereira, Vossebelt (Gravenbeek/46), Landgren, Lasnik (Hutten/65), Van der Heijden, Van Zaanen, Rigters (Sheotahul/73) |  |
|                                                                                         |                                                                   |           |           | | |  |

| 27 oktober 2010, 20u00                                                                         | Willem II                | 1-3 (1-2) | FC Twente                                                                 | Opstelling Willem II | Opstelling FC Twente |  |
| Stadion: Koning Willem II Stadion, Tilburg Toeschouwers: 10.400 Scheidsrechter: Danny Makkelie | '15 Rowin van Zaanen 1-0 |           | 1-1 Luuk de Jong '28 1-2 Douglas Franco Teixeira '37 1-3 Luuk de Jong '64 | Verhulst, Lampi, Biemans, Halilović (Vossebelt/46), Swinkels, Landgren (Sheotahul/71), Van der Heijden, Lasnik, Pereira (Gravenbeek/84), Rigters, Van Zaanen | Michajlov, Rosales , Douglas, Bengtsson, Tiendalli (Wisgerhof/86), Landzaat, De Jong (Parker/90+1), Janssen, Ruiz, Janko, Chadli (Bruggink/73) |  |
| Stadion: Koning Willem II Stadion, Tilburg Toeschouwers: 10.400 Scheidsrechter: Danny Makkelie |                          |           |                                                                           | Verhulst, Lampi, Biemans, Halilović (Vossebelt/46), Swinkels, Landgren (Sheotahul/71), Van der Heijden, Lasnik, Pereira (Gravenbeek/84), Rigters, Van Zaanen | Michajlov, Rosales , Douglas, Bengtsson, Tiendalli (Wisgerhof/86), Landzaat, De Jong (Parker/90+1), Janssen, Ruiz, Janko, Chadli (Bruggink/73) |  |
| Stadion: Koning Willem II Stadion, Tilburg Toeschouwers: 10.400 Scheidsrechter: Danny Makkelie |                          |           |                                                                           | Verhulst, Lampi, Biemans, Halilović (Vossebelt/46), Swinkels, Landgren (Sheotahul/71), Van der Heijden, Lasnik, Pereira (Gravenbeek/84), Rigters, Van Zaanen | Michajlov, Rosales , Douglas, Bengtsson, Tiendalli (Wisgerhof/86), Landzaat, De Jong (Parker/90+1), Janssen, Ruiz, Janko, Chadli (Bruggink/73) |  |
|                                                                                                |                          |           |                                                                           | | |  |

| 31 oktober 2010, 14u30                                                                         | Roda JC Kerkrade                             | 2-2 (1-1) | Willem II                                       | Opstelling Roda JC Kerkrade                                                                                                  | Opstelling Willem II |  |
| Stadion: Parkstad Limburg Stadion, Kerkrade Toeschouwers: 13.063 Scheidsrechter: Björn Kuipers | '9 Willem Janssen 1-0 '68 Willem Janssen 2-1 |           | 1-1 Andreas Lasnik '21 2-2 Gerson Sheotahul '90 | Tytoń, De Fauw, Wielaert, Kah, Bodor, Vormer, Delorge, Janssen, Sutchuin-Djoum, Junker (Hupperts/89), Huysegems (Meulens/61) | Verhulst, Lampi, Halilović, Biemans (Hutten/84), Swinkels, Pereira, Landgren (Sheotahul/76), Lasnik, Van der Heijden, Van Zaanen, Rigters |  |
| Stadion: Parkstad Limburg Stadion, Kerkrade Toeschouwers: 13.063 Scheidsrechter: Björn Kuipers |                                              |           |                                                 | Tytoń, De Fauw, Wielaert, Kah, Bodor, Vormer, Delorge, Janssen, Sutchuin-Djoum, Junker (Hupperts/89), Huysegems (Meulens/61) | Verhulst, Lampi, Halilović, Biemans (Hutten/84), Swinkels, Pereira, Landgren (Sheotahul/76), Lasnik, Van der Heijden, Van Zaanen, Rigters |  |
| Stadion: Parkstad Limburg Stadion, Kerkrade Toeschouwers: 13.063 Scheidsrechter: Björn Kuipers |                                              |           |                                                 | Tytoń, De Fauw, Wielaert, Kah, Bodor, Vormer, Delorge, Janssen, Sutchuin-Djoum, Junker (Hupperts/89), Huysegems (Meulens/61) | Verhulst, Lampi, Halilović, Biemans (Hutten/84), Swinkels, Pereira, Landgren (Sheotahul/76), Lasnik, Van der Heijden, Van Zaanen, Rigters |  |
|                                                                                                |                                              |           |                                                 | | |  |

#### November
| 5 november 2010, 20u45 | Willem II             | 1-4 (0-1) | VVV-Venlo                                                                             | Opstelling Willem II | Opstelling VVV-Venlo |  |
| Stadion: Koning Willem II Stadion, Tilburg Toeschouwers: 11.000 Scheidsrechter: Kevin Blom na 70 min. voor 12 min. gestaakt | '86 Maceo Rigters 1-4 |           | 0-1 Ruud Boymans '24/pen 0-2 Ruud Boymans '49 0-3 Balázs Tóth '53 0-4 Diogo Viana '79 | Verhulst, Lampi, Biemans (Sheotahul/51), Halilović , Swinkels , Landgren (Ippel/81), Van der Heijden, Lasnik (Hutten/81), Pereira, Rigters, Van Zaanen | Gentenaar, Timisela, De Regt (Yoshida/46), Paauwe, Nkume, Tóth, Leemans, Ahahaoui, Chula (Viana/46), Boymans (Uchebo/70), Musa |  |
| Stadion: Koning Willem II Stadion, Tilburg Toeschouwers: 11.000 Scheidsrechter: Kevin Blom na 70 min. voor 12 min. gestaakt |                       |           |                                                                                       | Verhulst, Lampi, Biemans (Sheotahul/51), Halilović , Swinkels , Landgren (Ippel/81), Van der Heijden, Lasnik (Hutten/81), Pereira, Rigters, Van Zaanen | Gentenaar, Timisela, De Regt (Yoshida/46), Paauwe, Nkume, Tóth, Leemans, Ahahaoui, Chula (Viana/46), Boymans (Uchebo/70), Musa |  |
| Stadion: Koning Willem II Stadion, Tilburg Toeschouwers: 11.000 Scheidsrechter: Kevin Blom na 70 min. voor 12 min. gestaakt |                       |           |                                                                                       | Verhulst, Lampi, Biemans (Sheotahul/51), Halilović , Swinkels , Landgren (Ippel/81), Van der Heijden, Lasnik (Hutten/81), Pereira, Rigters, Van Zaanen | Gentenaar, Timisela, De Regt (Yoshida/46), Paauwe, Nkume, Tóth, Leemans, Ahahaoui, Chula (Viana/46), Boymans (Uchebo/70), Musa |  |
| |                       |           |                                                                                       | | |  |

| 12 november 2010, 20u45 restant: 24 november 2010, 20u00                                                                              | Willem II | 0-1 (0-0) | De Graafschap           | Opstelling Willem II | Opstelling De Graafschap |  |
| Stadion: Koning Willem II Stadion, Tilburg Toeschouwers: 11.000/8.000 Scheidsrechter: Eric Braamhaar na 57 min. gestaakt wegens regen |           |           | 0-1 Sjoerd Overgoor '81 | Mäenpää, Lampi (Waalkens/80), Halilović , Swinkels, Pereira, Landgren, Van der Heijden, Lasnik (Hutten/57 ), Sheotahul, Rigters, Van Zaanen | Watermamn, Nalbantoğlu, Buijs (Saeijs/80), Wormgoor, Fränkel, Rose, Hersi (Kujala/90+2), Jungschläger, Bargas, Poepon (Overgoor/57), De Ridder |  |
| Stadion: Koning Willem II Stadion, Tilburg Toeschouwers: 11.000/8.000 Scheidsrechter: Eric Braamhaar na 57 min. gestaakt wegens regen |           |           |                         | Mäenpää, Lampi (Waalkens/80), Halilović , Swinkels, Pereira, Landgren, Van der Heijden, Lasnik (Hutten/57 ), Sheotahul, Rigters, Van Zaanen | Watermamn, Nalbantoğlu, Buijs (Saeijs/80), Wormgoor, Fränkel, Rose, Hersi (Kujala/90+2), Jungschläger, Bargas, Poepon (Overgoor/57), De Ridder |  |
| Stadion: Koning Willem II Stadion, Tilburg Toeschouwers: 11.000/8.000 Scheidsrechter: Eric Braamhaar na 57 min. gestaakt wegens regen |           |           |                         | Mäenpää, Lampi (Waalkens/80), Halilović , Swinkels, Pereira, Landgren, Van der Heijden, Lasnik (Hutten/57 ), Sheotahul, Rigters, Van Zaanen | Watermamn, Nalbantoğlu, Buijs (Saeijs/80), Wormgoor, Fränkel, Rose, Hersi (Kujala/90+2), Jungschläger, Bargas, Poepon (Overgoor/57), De Ridder |  |
| |           |           |                         | | |  |

| 21 november 2010, 14u30                                                                     | sc Heerenveen                                                                                                 | 5-0 (2-0) | Willem II | Opstelling sc Heerenveen | Opstelling Willem II |  |
| Stadion: Abe Lenstra Stadion, Heerenveen Toeschouwers: 25.500 Scheidsrechter: Ben Haverkort | '18 Mika Väyrynen 1-0 '40 Michel Breuer 2-0 '57 Roy Beerens 3-0 '61/pen Roy Beerens 4-0 '81 Michel Breuer 5-0 |           |           | Stuhr Ellegaard, Koning, Breuer, Jong-a-Pin, El-Akchaoui, Väyrynen (Narsingh/64), Grindheim (Đuričić/76), Švec, Beerens, Elm (Dost/63), Assaidi | Mäenpää, Lampi, Halilović, Swinkels, Pereira, Landgren (Sheotahul/60), Levchenko (Vossebelt/46), Van der Heijden, Lasnik , Rigters, Van Zaanen (Hutten/71) |  |
| Stadion: Abe Lenstra Stadion, Heerenveen Toeschouwers: 25.500 Scheidsrechter: Ben Haverkort | |           |           | Stuhr Ellegaard, Koning, Breuer, Jong-a-Pin, El-Akchaoui, Väyrynen (Narsingh/64), Grindheim (Đuričić/76), Švec, Beerens, Elm (Dost/63), Assaidi | Mäenpää, Lampi, Halilović, Swinkels, Pereira, Landgren (Sheotahul/60), Levchenko (Vossebelt/46), Van der Heijden, Lasnik , Rigters, Van Zaanen (Hutten/71) |  |
| Stadion: Abe Lenstra Stadion, Heerenveen Toeschouwers: 25.500 Scheidsrechter: Ben Haverkort | |           |           | Stuhr Ellegaard, Koning, Breuer, Jong-a-Pin, El-Akchaoui, Väyrynen (Narsingh/64), Grindheim (Đuričić/76), Švec, Beerens, Elm (Dost/63), Assaidi | Mäenpää, Lampi, Halilović, Swinkels, Pereira, Landgren (Sheotahul/60), Levchenko (Vossebelt/46), Van der Heijden, Lasnik , Rigters, Van Zaanen (Hutten/71) |  |
|                                                                                             | |           |           | | |  |

| 27 november 2010, 19u45                                                                        | Willem II                 | 1-1 (0-0) | Excelsior             | Opstelling Willem II | Opstelling Excelsior |  |
| Stadion: Koning Willem II Stadion, Tilburg Toeschouwers: 10.500 Scheidsrechter: Pol van Boekel | '89 Evgeniy Levchenko 1-1 |           | 0-1 Kaj Ramsteijn '81 | Mäenpää, Landgren (Livramento/46), Halilović , Swinkels, Lampi, Pereira, Van der Heijden, Vossebelt (Levchenko/71), Sheotahul, Rigters, Van Zaanen (Lasnik/59 ) | Paauwe, Bovenberg, Nieveld, Ramsteijn, Nelom , Koolwijk , Bergkamp, Clasie, Vincken (Van Steensel/73), Fernandez (Lagouireh/90+1), Wattamaleo (Alisic/81) |  |
| Stadion: Koning Willem II Stadion, Tilburg Toeschouwers: 10.500 Scheidsrechter: Pol van Boekel |                           |           |                       | Mäenpää, Landgren (Livramento/46), Halilović , Swinkels, Lampi, Pereira, Van der Heijden, Vossebelt (Levchenko/71), Sheotahul, Rigters, Van Zaanen (Lasnik/59 ) | Paauwe, Bovenberg, Nieveld, Ramsteijn, Nelom , Koolwijk , Bergkamp, Clasie, Vincken (Van Steensel/73), Fernandez (Lagouireh/90+1), Wattamaleo (Alisic/81) |  |
| Stadion: Koning Willem II Stadion, Tilburg Toeschouwers: 10.500 Scheidsrechter: Pol van Boekel |                           |           |                       | Mäenpää, Landgren (Livramento/46), Halilović , Swinkels, Lampi, Pereira, Van der Heijden, Vossebelt (Levchenko/71), Sheotahul, Rigters, Van Zaanen (Lasnik/59 ) | Paauwe, Bovenberg, Nieveld, Ramsteijn, Nelom , Koolwijk , Bergkamp, Clasie, Vincken (Van Steensel/73), Fernandez (Lagouireh/90+1), Wattamaleo (Alisic/81) |  |
|                                                                                                |                           |           |                       | | |  |

#### December
| 5 december 2010, 12u30                                                                      | Willem II                     | 1-1 (0-1) | Feyenoord              | Opstelling Willem II | Opstelling Feyenoord |  |
| Stadion: Koning Willem II Stadion, Tilburg Toeschouwers: 11.600 Scheidsrechter: Ruud Bossen | '84/e.d. Ricky van Haaren 1-1 |           | 0-1 Kelvin Leerdam '37 | Mäenpää, Pereira, Biemans (Waalkens/74), Swinkels, Lampi, Gravenbeek , Van der Heijden, Levchenko (Vossebelt/46), Lasnik, Rigters (Hutten/72), Sheotahul | Van Dijk, Leerdam, Vlaar, Martins Indi, De Cler, El Ahmadi (Van Haaren/46), Mokotjo (Auassar/55), Wijnaldum, Biseswar (Bruins/81), Castaignos, Cabral |  |
| Stadion: Koning Willem II Stadion, Tilburg Toeschouwers: 11.600 Scheidsrechter: Ruud Bossen |                               |           |                        | Mäenpää, Pereira, Biemans (Waalkens/74), Swinkels, Lampi, Gravenbeek , Van der Heijden, Levchenko (Vossebelt/46), Lasnik, Rigters (Hutten/72), Sheotahul | Van Dijk, Leerdam, Vlaar, Martins Indi, De Cler, El Ahmadi (Van Haaren/46), Mokotjo (Auassar/55), Wijnaldum, Biseswar (Bruins/81), Castaignos, Cabral |  |
| Stadion: Koning Willem II Stadion, Tilburg Toeschouwers: 11.600 Scheidsrechter: Ruud Bossen |                               |           |                        | Mäenpää, Pereira, Biemans (Waalkens/74), Swinkels, Lampi, Gravenbeek , Van der Heijden, Levchenko (Vossebelt/46), Lasnik, Rigters (Hutten/72), Sheotahul | Van Dijk, Leerdam, Vlaar, Martins Indi, De Cler, El Ahmadi (Van Haaren/46), Mokotjo (Auassar/55), Wijnaldum, Biseswar (Bruins/81), Castaignos, Cabral |  |
|                                                                                             |                               |           |                        | | |  |

| 11 december 2010, 19u45                                                                       | N.E.C.                                                             | 3-1 (1-1) | Willem II                  | Opstelling N.E.C. | Opstelling Willem II |  |
| Stadion: McDOS Goffertstadion, Nijmegen Toeschouwers: 12.200 Scheidsrechter: Richard Liesveld | '11 Björn Vleminckx 1-0 '55 Lasse Schöne 2-1 '66 John Goossens 3-1 |           | 1-1 Andreas Lasnik '38/pen | Cillessen, Will , Zomer, Nuytinck, Amieux, Sibum, Schöne (Ten Voorde/89), Zimling, Goossens (Chatelle/78), Vleminckx, Davids (George/79) | Mäenpää, Pereira, Biemans, Swinkels, Lampi (Livramento/46), Gravenbeek, Lasnik , Van der Heijden, Vossebelt (Van Zaanen/75), Rigters (Janga/75), Sheotahul |  |
| Stadion: McDOS Goffertstadion, Nijmegen Toeschouwers: 12.200 Scheidsrechter: Richard Liesveld |                                                                    |           |                            | Cillessen, Will , Zomer, Nuytinck, Amieux, Sibum, Schöne (Ten Voorde/89), Zimling, Goossens (Chatelle/78), Vleminckx, Davids (George/79) | Mäenpää, Pereira, Biemans, Swinkels, Lampi (Livramento/46), Gravenbeek, Lasnik , Van der Heijden, Vossebelt (Van Zaanen/75), Rigters (Janga/75), Sheotahul |  |
| Stadion: McDOS Goffertstadion, Nijmegen Toeschouwers: 12.200 Scheidsrechter: Richard Liesveld |                                                                    |           |                            | Cillessen, Will , Zomer, Nuytinck, Amieux, Sibum, Schöne (Ten Voorde/89), Zimling, Goossens (Chatelle/78), Vleminckx, Davids (George/79) | Mäenpää, Pereira, Biemans, Swinkels, Lampi (Livramento/46), Gravenbeek, Lasnik , Van der Heijden, Vossebelt (Van Zaanen/75), Rigters (Janga/75), Sheotahul |  |
|                                                                                               |                                                                    |           |                            | | |  |

| 18 december 2010, 20u45                                                                 | ADO Den Haag                                        | 2-1 (1-0) | Willem II            | Opstelling ADO Den Haag | Opstelling Willem II |  |
| Stadion: Kyocera Stadion, Den Haag Toeschouwers: 8.931 Scheidsrechter: Serdar Gözübüyük | '10/e.d. Niek Vossebelt 1-0 '52/e.d. Veli Lampi 2-1 |           | 1-1 Bart Biemans '51 | Coutinho, Leeuwin, Derijck, Kum (Ammi/80), Bosschaart, Toornstra, Immers, Radosavljevič, Verhoek, Boelykin (Buijs/52), Kubík | Mäenpää, Pereira, Biemans, Swinkels, Lampi (Rigters/78), Gravenbeek, Ippel, Van der Heijden, Vossebelt, Hutten (Van Zaanen/72), Sheotahul (Janga/78) |  |
| Stadion: Kyocera Stadion, Den Haag Toeschouwers: 8.931 Scheidsrechter: Serdar Gözübüyük |                                                     |           |                      | Coutinho, Leeuwin, Derijck, Kum (Ammi/80), Bosschaart, Toornstra, Immers, Radosavljevič, Verhoek, Boelykin (Buijs/52), Kubík | Mäenpää, Pereira, Biemans, Swinkels, Lampi (Rigters/78), Gravenbeek, Ippel, Van der Heijden, Vossebelt, Hutten (Van Zaanen/72), Sheotahul (Janga/78) |  |
| Stadion: Kyocera Stadion, Den Haag Toeschouwers: 8.931 Scheidsrechter: Serdar Gözübüyük |                                                     |           |                      | Coutinho, Leeuwin, Derijck, Kum (Ammi/80), Bosschaart, Toornstra, Immers, Radosavljevič, Verhoek, Boelykin (Buijs/52), Kubík | Mäenpää, Pereira, Biemans, Swinkels, Lampi (Rigters/78), Gravenbeek, Ippel, Van der Heijden, Vossebelt, Hutten (Van Zaanen/72), Sheotahul (Janga/78) |  |
|                                                                                         |                                                     |           |                      | | |  |

#### Januari
| 22 januari 2011, 19u45                                                                         | Willem II             | 1-0 (1-0) | Vitesse | Opstelling Willem II | Opstelling Vitesse |  |
| Stadion: Koning Willem II Stadion, Tilburg Toeschouwers: 11.600 Scheidsrechter: Pol van Boekel | '26 Rangelo Janga 1-0 |           |         | Verhulst, Lampi, Biemans, Swinkels, Pereira , Gravenbeek , Halilović, Van der Heijden, Lasnik (Levchenko/81), Janga (Hutten/88), Hakola (Van Zaanen/75) | Room, Kashia, Van der Struijk, Rajković, Büttner, Riverola, López, Matić, Aissati, Stevanovič (Snijders/63), Pedersen (Van Ginkel/33) |  |
| Stadion: Koning Willem II Stadion, Tilburg Toeschouwers: 11.600 Scheidsrechter: Pol van Boekel |                       |           |         | Verhulst, Lampi, Biemans, Swinkels, Pereira , Gravenbeek , Halilović, Van der Heijden, Lasnik (Levchenko/81), Janga (Hutten/88), Hakola (Van Zaanen/75) | Room, Kashia, Van der Struijk, Rajković, Büttner, Riverola, López, Matić, Aissati, Stevanovič (Snijders/63), Pedersen (Van Ginkel/33) |  |
| Stadion: Koning Willem II Stadion, Tilburg Toeschouwers: 11.600 Scheidsrechter: Pol van Boekel |                       |           |         | Verhulst, Lampi, Biemans, Swinkels, Pereira , Gravenbeek , Halilović, Van der Heijden, Lasnik (Levchenko/81), Janga (Hutten/88), Hakola (Van Zaanen/75) | Room, Kashia, Van der Struijk, Rajković, Büttner, Riverola, López, Matić, Aissati, Stevanovič (Snijders/63), Pedersen (Van Ginkel/33) |  |
|                                                                                                |                       |           |         | | |  |

| 29 januari 2011, 20u45                                                                       | PSV                                           | 2-1 (0-1) | Willem II            | Opstelling PSV | Opstelling Willem II |  |
| Stadion: Philips Stadion, Eindhoven Toeschouwers: 32.500 Scheidsrechter: Reinold Wiedemeijer | '48 Ola Toivonen 1-1 '90+3 Género Zeefuik 2-1 |           | 0-1 Bart Biemans '17 | Isaksson, Manolev, Rodríguez (Koevermans/46), Bouma, Pieters, Engelaar, Toivonen, Hutchinson, Lens, Berg (Zeefuik/72), Dzsudzsák | Verhulst , Lampi , Biemans, Swinkels, Pereira, Halilović , Ippel (Levchenko/77), Gravenbeek, Lasnik, Hakola (Rigters/60), Janga (Střihavka/60) |  |
| Stadion: Philips Stadion, Eindhoven Toeschouwers: 32.500 Scheidsrechter: Reinold Wiedemeijer |                                               |           |                      | Isaksson, Manolev, Rodríguez (Koevermans/46), Bouma, Pieters, Engelaar, Toivonen, Hutchinson, Lens, Berg (Zeefuik/72), Dzsudzsák | Verhulst , Lampi , Biemans, Swinkels, Pereira, Halilović , Ippel (Levchenko/77), Gravenbeek, Lasnik, Hakola (Rigters/60), Janga (Střihavka/60) |  |
| Stadion: Philips Stadion, Eindhoven Toeschouwers: 32.500 Scheidsrechter: Reinold Wiedemeijer |                                               |           |                      | Isaksson, Manolev, Rodríguez (Koevermans/46), Bouma, Pieters, Engelaar, Toivonen, Hutchinson, Lens, Berg (Zeefuik/72), Dzsudzsák | Verhulst , Lampi , Biemans, Swinkels, Pereira, Halilović , Ippel (Levchenko/77), Gravenbeek, Lasnik, Hakola (Rigters/60), Janga (Střihavka/60) |  |
|                                                                                              |                                               |           |                      | | |  |

#### Februari
| 6 februari 2011, 14u30                                                       | FC Groningen | 7-1 (3-0) | Willem II                  | Opstelling FC Groningen | Opstelling Willem II |  |
| Stadion: Euroborg, Groningen Toeschouwers: 22.091 Scheidsrechter: Kevin Blom | '26 Andreas Granqvist 1-0 '33 Fredrik Stenman 2-0 '45 Tim Matavž 3-0 '55/pen Tim Matavž 4-1 '71 Tim Matavž 5-1 '73 Thomas Enevoldsen 6-1 '84 Dušan Tadić 7-1 |           | 3-1 Andreas Lasnik '52/pen | Luciano, Hiariej (Lachman/77), Ivens , Granqvist , Stenman, Holla, Sparv (Ajilore/72), Pedersen (Veldmate/61), Thomas Enevoldsen, Matavž, Tadić | Verhulst, Pereira, Biemans , Swinkels , Pressel , Van der Heijden, Ippel (Janga/65), Gravenbeek (Jelič/46), Lasnik , Hakola, Střihavka (Lima/74) |  |
| Stadion: Euroborg, Groningen Toeschouwers: 22.091 Scheidsrechter: Kevin Blom | |           |                            | Luciano, Hiariej (Lachman/77), Ivens , Granqvist , Stenman, Holla, Sparv (Ajilore/72), Pedersen (Veldmate/61), Thomas Enevoldsen, Matavž, Tadić | Verhulst, Pereira, Biemans , Swinkels , Pressel , Van der Heijden, Ippel (Janga/65), Gravenbeek (Jelič/46), Lasnik , Hakola, Střihavka (Lima/74) |  |
| Stadion: Euroborg, Groningen Toeschouwers: 22.091 Scheidsrechter: Kevin Blom | |           |                            | Luciano, Hiariej (Lachman/77), Ivens , Granqvist , Stenman, Holla, Sparv (Ajilore/72), Pedersen (Veldmate/61), Thomas Enevoldsen, Matavž, Tadić | Verhulst, Pereira, Biemans , Swinkels , Pressel , Van der Heijden, Ippel (Janga/65), Gravenbeek (Jelič/46), Lasnik , Hakola, Střihavka (Lima/74) |  |
|                                                                              | |           |                            | | |  |

| 12 februari 2011, 19u45                                                                          | Willem II                                                                  | 3-3 (2-1) | FC Utrecht                                                             | Opstelling Willem II | Opstelling FC Utrecht |  |
| Stadion: Koning Willem II Stadion, Tilburg Toeschouwers: 11.300 Scheidsrechter: Richard Liesveld | '25 Jan-Arie van der Heijden 1-1 '31 Juha Hakola 2-1 '89 Maceo Rigters 3-2 |           | 0-1 Dries Mertens '23 2-2 Dries Mertens '55 3-3 Ismo Vorstermans '90+2 | Verhulst, Lampi, Halilović, Swinkels, Pereira, Ippel (Vossebelt/46 ), Van der Heijden, Lasnik, Jelič (Rigters/74), Střihavka (Janga/84), Hakola | Sinouh, Cornelisse , Vorstermans , Schut, Neşu, Strootman, Asare, Sarota (Maguire/69), Duplan, Mertens, Demouge (De Kogel/43) |  |
| Stadion: Koning Willem II Stadion, Tilburg Toeschouwers: 11.300 Scheidsrechter: Richard Liesveld |                                                                            |           |                                                                        | Verhulst, Lampi, Halilović, Swinkels, Pereira, Ippel (Vossebelt/46 ), Van der Heijden, Lasnik, Jelič (Rigters/74), Střihavka (Janga/84), Hakola | Sinouh, Cornelisse , Vorstermans , Schut, Neşu, Strootman, Asare, Sarota (Maguire/69), Duplan, Mertens, Demouge (De Kogel/43) |  |
| Stadion: Koning Willem II Stadion, Tilburg Toeschouwers: 11.300 Scheidsrechter: Richard Liesveld |                                                                            |           |                                                                        | Verhulst, Lampi, Halilović, Swinkels, Pereira, Ippel (Vossebelt/46 ), Van der Heijden, Lasnik, Jelič (Rigters/74), Střihavka (Janga/84), Hakola | Sinouh, Cornelisse , Vorstermans , Schut, Neşu, Strootman, Asare, Sarota (Maguire/69), Duplan, Mertens, Demouge (De Kogel/43) |  |
|                                                                                                  |                                                                            |           |                                                                        | | |  |

| 19 februari 2011, 18u45                                                                | Excelsior                                                                                                 | 4-0 (1-0) | Willem II | Opstelling Excelsior | Opstelling Willem II |  |
| Stadion: Stadion Woudestein, Rotterdam Toeschouwers: 3.000 Scheidsrechter: Ruud Bossen | '19 Geert Arend Roorda 1-0 '51/pen Geert Arend Roorda 2-0 '83 Nayib Lagouireh 3-0 '85 Guyon Fernandez 4-0 |           |           | Paauwe, Bovenberg, Nieveld, Ramsteijn, Nelom, Koolwijk (Wattamaleo/75), Clasie, Roorda, Fernandez, Fileccia (Simon/80), Zeegelaar (Lagouiregh/64) | Verhulst, Pereira, Biemans (Rigters/46), Swinkels , Pressel, Van der Heijden, Halilović, Jelič (Gravenbeek/66), Lasnik, Hakola, Střihavka (Janga/66) |  |
| Stadion: Stadion Woudestein, Rotterdam Toeschouwers: 3.000 Scheidsrechter: Ruud Bossen | |           |           | Paauwe, Bovenberg, Nieveld, Ramsteijn, Nelom, Koolwijk (Wattamaleo/75), Clasie, Roorda, Fernandez, Fileccia (Simon/80), Zeegelaar (Lagouiregh/64) | Verhulst, Pereira, Biemans (Rigters/46), Swinkels , Pressel, Van der Heijden, Halilović, Jelič (Gravenbeek/66), Lasnik, Hakola, Střihavka (Janga/66) |  |
| Stadion: Stadion Woudestein, Rotterdam Toeschouwers: 3.000 Scheidsrechter: Ruud Bossen | |           |           | Paauwe, Bovenberg, Nieveld, Ramsteijn, Nelom, Koolwijk (Wattamaleo/75), Clasie, Roorda, Fernandez, Fileccia (Simon/80), Zeegelaar (Lagouiregh/64) | Verhulst, Pereira, Biemans (Rigters/46), Swinkels , Pressel, Van der Heijden, Halilović, Jelič (Gravenbeek/66), Lasnik, Hakola, Střihavka (Janga/66) |  |
|                                                                                        | |           |           | | |  |

| 26 februari 2011, 18u45                                                                     | Willem II                                                                                          | 4-3 (0-2) | sc Heerenveen                                                     | Opstelling Willem II | Opstelling sc Heerenveen                                                                                      |  |
| Stadion: Koning Willem II Stadion, Tilburg Toeschouwers: 11.500 Scheidsrechter: Pieter Vink | '66 Bart Biemans 1-2 '70 Arjan Swinkels 2-2 '84 Jan-Arie van der Heijden 3-3 '89 Maceo Rigters 4-3 |           | 0-1 Darryl Janmaat '6 0-2 Bas Dost '25 2-3 Maceo Rigters '74/e.d. | Verhulst, Pereira, Biemans, Swinkels, Pressel, Ippel (Janga/79), Van der Heijden, Lasnik, Jelič (Rigters/46), Střihavka, Hakola (Gravenbeek/73) | Stuhr Ellegaard, Janmaat, Breuer, Kopic, Calvin Jong-a-Pin, Grindheim, Väyrynen, Elm, Narsingh, Dost, Đuričić |  |
| Stadion: Koning Willem II Stadion, Tilburg Toeschouwers: 11.500 Scheidsrechter: Pieter Vink | |           |                                                                   | Verhulst, Pereira, Biemans, Swinkels, Pressel, Ippel (Janga/79), Van der Heijden, Lasnik, Jelič (Rigters/46), Střihavka, Hakola (Gravenbeek/73) | Stuhr Ellegaard, Janmaat, Breuer, Kopic, Calvin Jong-a-Pin, Grindheim, Väyrynen, Elm, Narsingh, Dost, Đuričić |  |
| Stadion: Koning Willem II Stadion, Tilburg Toeschouwers: 11.500 Scheidsrechter: Pieter Vink | |           |                                                                   | Verhulst, Pereira, Biemans, Swinkels, Pressel, Ippel (Janga/79), Van der Heijden, Lasnik, Jelič (Rigters/46), Střihavka, Hakola (Gravenbeek/73) | Stuhr Ellegaard, Janmaat, Breuer, Kopic, Calvin Jong-a-Pin, Grindheim, Väyrynen, Elm, Narsingh, Dost, Đuričić |  |
|                                                                                             | |           |                                                                   | | |  |

#### Maart
| 4 maart 2011, 20u45                                                                 | De Graafschap                             | 2-1 (0-0) | Willem II           | Opstelling De Graafschap | Opstelling Willem II |  |
| Stadion: De Vijverberg, Doetinchem Toeschouwers: 12.250 Scheidsrechter: Bas Nijhuis | '80 Rydell Poepon 1-1 '87 Hugo Bargas 2-1 |           | 0-1 Juha Hakola '78 | Waterman, Loran, Broekhof, Buijs , Fränkel , Rose, Kujala, Sebens (Bargas/55), Overgoor (Hairemans/62 - Breinburg/86), De Ridder, Poepon | Verhulst, Pereira, Biemans, Swinkels, Pressel (Van Zaanen/89), Van der Heijden, Gravenbeek, Lasnik, Hakola, Střihavka (Janga/74), Rigters |  |
| Stadion: De Vijverberg, Doetinchem Toeschouwers: 12.250 Scheidsrechter: Bas Nijhuis |                                           |           |                     | Waterman, Loran, Broekhof, Buijs , Fränkel , Rose, Kujala, Sebens (Bargas/55), Overgoor (Hairemans/62 - Breinburg/86), De Ridder, Poepon | Verhulst, Pereira, Biemans, Swinkels, Pressel (Van Zaanen/89), Van der Heijden, Gravenbeek, Lasnik, Hakola, Střihavka (Janga/74), Rigters |  |
| Stadion: De Vijverberg, Doetinchem Toeschouwers: 12.250 Scheidsrechter: Bas Nijhuis |                                           |           |                     | Waterman, Loran, Broekhof, Buijs , Fränkel , Rose, Kujala, Sebens (Bargas/55), Overgoor (Hairemans/62 - Breinburg/86), De Ridder, Poepon | Verhulst, Pereira, Biemans, Swinkels, Pressel (Van Zaanen/89), Van der Heijden, Gravenbeek, Lasnik, Hakola, Střihavka (Janga/74), Rigters |  |
|                                                                                     |                                           |           |                     | | |  |

| 13 maart 2011, 14u30                                                                       | Willem II             | 1-3 (1-0) | AFC Ajax                                                              | Opstelling Willem II | Opstelling AFC Ajax |  |
| Stadion: Koning Willem II Stadion, Tilburg Toeschouwers: 13.500 Scheidsrechter: Ed Janssen | '19 Rangelo Janga 1-0 |           | 1-1 Siem de Jong '47 1-2 Jan Vertonghen '80 1-3 Christian Eriksen '88 | Kujović, Gravenbeek, Biemans, Swinkels, Pereira, Ippel (Pressel/83), Van der Heijden, Lasnik, Rigters, Janga (Střihavka/85), Hakola (Halilović/66 ) | Verhoeven, Van der Wiel, Alderweireld, Vertonghen, Blind, Anita, De Zeeuw (Cvitanich/46), Eriksen, Sulejmani, De Jong, Ebecilio (Özbiliz/46) |  |
| Stadion: Koning Willem II Stadion, Tilburg Toeschouwers: 13.500 Scheidsrechter: Ed Janssen |                       |           |                                                                       | Kujović, Gravenbeek, Biemans, Swinkels, Pereira, Ippel (Pressel/83), Van der Heijden, Lasnik, Rigters, Janga (Střihavka/85), Hakola (Halilović/66 ) | Verhoeven, Van der Wiel, Alderweireld, Vertonghen, Blind, Anita, De Zeeuw (Cvitanich/46), Eriksen, Sulejmani, De Jong, Ebecilio (Özbiliz/46) |  |
| Stadion: Koning Willem II Stadion, Tilburg Toeschouwers: 13.500 Scheidsrechter: Ed Janssen |                       |           |                                                                       | Kujović, Gravenbeek, Biemans, Swinkels, Pereira, Ippel (Pressel/83), Van der Heijden, Lasnik, Rigters, Janga (Střihavka/85), Hakola (Halilović/66 ) | Verhoeven, Van der Wiel, Alderweireld, Vertonghen, Blind, Anita, De Zeeuw (Cvitanich/46), Eriksen, Sulejmani, De Jong, Ebecilio (Özbiliz/46) |  |
|                                                                                            |                       |           |                                                                       | | |  |

| 19 maart 2011, 19u45                                                                          | VVV-Venlo | 0-0 | Willem II | Opstelling VVV-Venlo | Opstelling Willem II |  |
| Stadion: Seacon Stadion - De Koel -, Venlo Toeschouwers: 7.500 Scheidsrechter: Eric Braamhaar |           |     |           | Begois, Timisela, De Regt, Yoshida, El Akchaoui, Tóth, Vujičević, Ojo (Musa/37), Cullen (Uchebo/73), Boymans, Chula (Leemans/46) | Kujović, Gravenbeek, Biemans, Swinkels, Pereira, Van der Heijden, Ippel (Levchenko/70), Lasnik, Hakola (Střihavka/71), Janga, Rigters |  |
| Stadion: Seacon Stadion - De Koel -, Venlo Toeschouwers: 7.500 Scheidsrechter: Eric Braamhaar |           |     |           | Begois, Timisela, De Regt, Yoshida, El Akchaoui, Tóth, Vujičević, Ojo (Musa/37), Cullen (Uchebo/73), Boymans, Chula (Leemans/46) | Kujović, Gravenbeek, Biemans, Swinkels, Pereira, Van der Heijden, Ippel (Levchenko/70), Lasnik, Hakola (Střihavka/71), Janga, Rigters |  |
| Stadion: Seacon Stadion - De Koel -, Venlo Toeschouwers: 7.500 Scheidsrechter: Eric Braamhaar |           |     |           | Begois, Timisela, De Regt, Yoshida, El Akchaoui, Tóth, Vujičević, Ojo (Musa/37), Cullen (Uchebo/73), Boymans, Chula (Leemans/46) | Kujović, Gravenbeek, Biemans, Swinkels, Pereira, Van der Heijden, Ippel (Levchenko/70), Lasnik, Hakola (Střihavka/71), Janga, Rigters |  |
|                                                                                               |           |     |           | | |  |

#### April
| 2 april 2011, 19u45                                                                              | Willem II                                                                                    | 4-5 (1-0) | Roda JC Kerkrade                                                                                        | Opstelling Willem II | Opstelling Roda JC Kerkrade |  |
| Stadion: Koning Willem II Stadion, Tilburg Toeschouwers: 12.000 Scheidsrechter: Richard Liesveld | '30/pen Andreas Lasnik 1-0 '57 Bart Biemans 2-1 '80 Andreas Lasnik 3-4 '90 Maceo Rigters 4-5 |           | 1-1 Pa-Modou Kah '49 2-2 Morten Skoubo '62 2-3 Ruud Vormer '64 2-4 Davy De Fauw '75 3-5 Ruud Vormer '83 | Kujović, Gravenbeek, Biemans (Lampi/80), Swinkels , Pereira, Ippel (Pressel/80), Van der Heijden, Lasnik, Rigters, Janga, Hakola (Střihavka/80) | Prus, De Fauw, Kah (Pluim/89), Wielaert, Hempte, Delorge, Vormer, Sutchuin-Djoum (Skoubo/46), Janssen, Hadouir, Junker (Svärd/73) |  |
| Stadion: Koning Willem II Stadion, Tilburg Toeschouwers: 12.000 Scheidsrechter: Richard Liesveld |                                                                                              |           | | Kujović, Gravenbeek, Biemans (Lampi/80), Swinkels , Pereira, Ippel (Pressel/80), Van der Heijden, Lasnik, Rigters, Janga, Hakola (Střihavka/80) | Prus, De Fauw, Kah (Pluim/89), Wielaert, Hempte, Delorge, Vormer, Sutchuin-Djoum (Skoubo/46), Janssen, Hadouir, Junker (Svärd/73) |  |
| Stadion: Koning Willem II Stadion, Tilburg Toeschouwers: 12.000 Scheidsrechter: Richard Liesveld |                                                                                              |           | | Kujović, Gravenbeek, Biemans (Lampi/80), Swinkels , Pereira, Ippel (Pressel/80), Van der Heijden, Lasnik, Rigters, Janga, Hakola (Střihavka/80) | Prus, De Fauw, Kah (Pluim/89), Wielaert, Hempte, Delorge, Vormer, Sutchuin-Djoum (Skoubo/46), Janssen, Hadouir, Junker (Svärd/73) |  |
|                                                                                                  |                                                                                              |           | | | |  |

| 9 april 2011, 20u45                                                                                 | Willem II                                         | 2-6 (1-3) | Heracles Almelo | Opstelling Willem II | Opstelling Heracles Almelo |  |
| Stadion: Koning Willem II Stadion, Tilburg Toeschouwers: 11.700 Scheidsrechter: Reinold Wiedemeijer | '4/pen Andreas Lasnik 1-0 '82 Denis Halilović 2-4 |           | 1-1 Everton Ramos da Silva '6 1-2 Everton Ramos da Silva '40 1-3 Willie Overtoom '45/pen 1-4 Everton Ramos da Silva '58 2-5 Willie Overtoom '88 2-6 Kwame Quansah '90 | Kujović, Lampi (Levchenko/46), Biemans , Halilović, Pereira, Gravenbeek, Van der Heijden, Lasnik, Rigters, Janga (Střihavka/46 ), Hakola | Pasveer, Breukers, Maertens, Van der Linden, Looms , Quansah, Overtoom, Vejinović, Douglas (Ter Horst/10), Armenteros (Plet/72), Everton (Bruns/79) |  |
| Stadion: Koning Willem II Stadion, Tilburg Toeschouwers: 11.700 Scheidsrechter: Reinold Wiedemeijer |                                                   |           | | Kujović, Lampi (Levchenko/46), Biemans , Halilović, Pereira, Gravenbeek, Van der Heijden, Lasnik, Rigters, Janga (Střihavka/46 ), Hakola | Pasveer, Breukers, Maertens, Van der Linden, Looms , Quansah, Overtoom, Vejinović, Douglas (Ter Horst/10), Armenteros (Plet/72), Everton (Bruns/79) |  |
| Stadion: Koning Willem II Stadion, Tilburg Toeschouwers: 11.700 Scheidsrechter: Reinold Wiedemeijer |                                                   |           | | Kujović, Lampi (Levchenko/46), Biemans , Halilović, Pereira, Gravenbeek, Van der Heijden, Lasnik, Rigters, Janga (Střihavka/46 ), Hakola | Pasveer, Breukers, Maertens, Van der Linden, Looms , Quansah, Overtoom, Vejinović, Douglas (Ter Horst/10), Armenteros (Plet/72), Everton (Bruns/79) |  |
| |                                                   |           | | | |  |

| 17 april 2011, 16u30                                                                         | Feyenoord | 6-1 (2-1) | Willem II              | Opstelling Feyenoord | Opstelling Willem II |  |
| Stadion: Stadion Feijenoord, Rotterdam Toeschouwers: 47.000 Scheidsrechter: Christof Dierick | '27 Georginio Wijnaldum 1-1 '29 Ryo Miyaichi 2-1 '55 Bruno Martins Indi 3-1 '57/pen Luc Castaignos 4-1 '74 Georginio Wijnaldum 5-1 '81 Ryo Miyaichi 6-1 |           | 0-1 Andreas Lasnik '19 | Mulder, Mokotjo, De Vrij, Vlaar, Martins Indi, Meeuwis (Van Haaren/64), Wijnaldum, Fer, Biseswar (Simon/69), Castaignos, Miyaichi | Kujović, Gravenbeek, Biemans, Lampi, Pereira, Levchenko, Ippel (Landgren/78), Lasnik, Hakola, Janga (Střihavka/46), Rigters (Hutten/73) |  |
| Stadion: Stadion Feijenoord, Rotterdam Toeschouwers: 47.000 Scheidsrechter: Christof Dierick | |           |                        | Mulder, Mokotjo, De Vrij, Vlaar, Martins Indi, Meeuwis (Van Haaren/64), Wijnaldum, Fer, Biseswar (Simon/69), Castaignos, Miyaichi | Kujović, Gravenbeek, Biemans, Lampi, Pereira, Levchenko, Ippel (Landgren/78), Lasnik, Hakola, Janga (Střihavka/46), Rigters (Hutten/73) |  |
| Stadion: Stadion Feijenoord, Rotterdam Toeschouwers: 47.000 Scheidsrechter: Christof Dierick | |           |                        | Mulder, Mokotjo, De Vrij, Vlaar, Martins Indi, Meeuwis (Van Haaren/64), Wijnaldum, Fer, Biseswar (Simon/69), Castaignos, Miyaichi | Kujović, Gravenbeek, Biemans, Lampi, Pereira, Levchenko, Ippel (Landgren/78), Lasnik, Hakola, Janga (Střihavka/46), Rigters (Hutten/73) |  |
|                                                                                              | |           |                        | | |  |

| 23 april 2011, 18u45                                                                           | Willem II                                       | 2-1 (1-1) | AZ                           | Opstelling Willem II | Opstelling AZ |  |
| Stadion: Koning Willem II Stadion, Tilburg Toeschouwers: 11.700 Scheidsrechter: Pol van Boekel | '5 Andreas Lasnik 1-0 '62 Evgeniy Levchenko 2-1 |           | 1-1 Kolbeinn Sigthórsson '30 | Kujović, Gravenbeek, Biemans, Lampi, Pereira (Lima/77), Ippel (Vossebelt/75), Van der Heijden, Lasnik, Levchenko, Janga, Rigters (Hutten/90+3) | Romero, Marcellis (Klavan/51), Moreno , Viergever, Poulsen, Schaars, Wernbloom, Elm (Pellè/66), Holman, Benschop (Gudmundsson/59), Sigthórsson |  |
| Stadion: Koning Willem II Stadion, Tilburg Toeschouwers: 11.700 Scheidsrechter: Pol van Boekel |                                                 |           |                              | Kujović, Gravenbeek, Biemans, Lampi, Pereira (Lima/77), Ippel (Vossebelt/75), Van der Heijden, Lasnik, Levchenko, Janga, Rigters (Hutten/90+3) | Romero, Marcellis (Klavan/51), Moreno , Viergever, Poulsen, Schaars, Wernbloom, Elm (Pellè/66), Holman, Benschop (Gudmundsson/59), Sigthórsson |  |
| Stadion: Koning Willem II Stadion, Tilburg Toeschouwers: 11.700 Scheidsrechter: Pol van Boekel |                                                 |           |                              | Kujović, Gravenbeek, Biemans, Lampi, Pereira (Lima/77), Ippel (Vossebelt/75), Van der Heijden, Lasnik, Levchenko, Janga, Rigters (Hutten/90+3) | Romero, Marcellis (Klavan/51), Moreno , Viergever, Poulsen, Schaars, Wernbloom, Elm (Pellè/66), Holman, Benschop (Gudmundsson/59), Sigthórsson |  |
|                                                                                                |                                                 |           |                              | | |  |

#### Mei
| 1 mei 2011, 14u30                                                                       | FC Twente                                                                                               | 4-0 (1-0) | Willem II | Opstelling FC Twente | Opstelling Willem II |  |
| Stadion: De Grolsch Veste, Enschede Toeschouwers: 24.000 Scheidsrechter: Danny Makkelie | '39 Luuk de Jong 1-0 '50 Douglas Franco Teixeira 2-0 '63/e.d. Dragan Jelič 3-0 '77/pen Theo Janssen 4-0 |           |           | Michajlov, Rosales (Tiendalli/77), Wisgerhof, Douglas (Bengtsson/68), Buysse, Landzaat (Janko/81), Brama, Janssen, Ruiz, De Jong, Chadli | Kujović, Gravenbeek, Biemans, Lampi, Pereira, Levchenko, Ippel (Vossebelt/83), Lasnik, Van der Heijden, Janga (Jelič/62), Rigters (Hutten/46) |  |
| Stadion: De Grolsch Veste, Enschede Toeschouwers: 24.000 Scheidsrechter: Danny Makkelie | |           |           | Michajlov, Rosales (Tiendalli/77), Wisgerhof, Douglas (Bengtsson/68), Buysse, Landzaat (Janko/81), Brama, Janssen, Ruiz, De Jong, Chadli | Kujović, Gravenbeek, Biemans, Lampi, Pereira, Levchenko, Ippel (Vossebelt/83), Lasnik, Van der Heijden, Janga (Jelič/62), Rigters (Hutten/46) |  |
| Stadion: De Grolsch Veste, Enschede Toeschouwers: 24.000 Scheidsrechter: Danny Makkelie | |           |           | Michajlov, Rosales (Tiendalli/77), Wisgerhof, Douglas (Bengtsson/68), Buysse, Landzaat (Janko/81), Brama, Janssen, Ruiz, De Jong, Chadli | Kujović, Gravenbeek, Biemans, Lampi, Pereira, Levchenko, Ippel (Vossebelt/83), Lasnik, Van der Heijden, Janga (Jelič/62), Rigters (Hutten/46) |  |
|                                                                                         | |           |           | | |  |

| 15 mei 2011, 14u30                                                                          | Willem II | 0-1 (0-0) | NAC Breda             | Opstelling Willem II | Opstelling NAC Breda |  |
| Stadion: Koning Willem II Stadion, Tilburg Toeschouwers: 11.250 Scheidsrechter: Bas Nijhuis |           |           | 0-1 Julian Jenner '89 | Kujović, Lampi, Biemans, Swinkels, Pereira, Gravenbeek , Van der Heijden , Ippel (Hakola/46), Levchenko (Janga/18), Lasnik, Rigters | Ten Rouwelaar, Janse, Penders, Luyckx, Koenders, Gilissen, Gudelj, Schilder , Kolkka (Bayram/70), Amoah (Idabdelhay/70), Lurling (Jenner/70) |  |
| Stadion: Koning Willem II Stadion, Tilburg Toeschouwers: 11.250 Scheidsrechter: Bas Nijhuis |           |           |                       | Kujović, Lampi, Biemans, Swinkels, Pereira, Gravenbeek , Van der Heijden , Ippel (Hakola/46), Levchenko (Janga/18), Lasnik, Rigters | Ten Rouwelaar, Janse, Penders, Luyckx, Koenders, Gilissen, Gudelj, Schilder , Kolkka (Bayram/70), Amoah (Idabdelhay/70), Lurling (Jenner/70) |  |
| Stadion: Koning Willem II Stadion, Tilburg Toeschouwers: 11.250 Scheidsrechter: Bas Nijhuis |           |           |                       | Kujović, Lampi, Biemans, Swinkels, Pereira, Gravenbeek , Van der Heijden , Ippel (Hakola/46), Levchenko (Janga/18), Lasnik, Rigters | Ten Rouwelaar, Janse, Penders, Luyckx, Koenders, Gilissen, Gudelj, Schilder , Kolkka (Bayram/70), Amoah (Idabdelhay/70), Lurling (Jenner/70) |  |
|                                                                                             |           |           |                       | | |  |

### KNVB beker
| 21 september 2010, 20u00, Derde ronde                                                   | FC Zwolle w.n.s.                     | 2-2 (1-0) | Willem II                                   | Opstelling FC Zwolle w.n.s. | Opstelling Willem II |  |
| Stadion: FC Zwolle Stadion, Zwolle Toeschouwers: 6.250 Scheidsrechter: Serdar Gözübüyük | '23 Arne Slot 1-0 '63 Sjoerd Ars 2-1 |           | '61 Maceo Rigters 1-1 '83 Maceo Rigters 2-2 | Boer, Bakkati, Botteghin, Tissingh, Van der Haar (Wildschut/102), Reijnen, Slot, Schreurs (Bakker/80), Van Polen (Olijve/62), Ars, Van den Berg | Mäenpää, Lampi, Halilović, Swinkels, Pereira, Landgren (Hutten/46), Van der Heijden, Levchenko (Van Zaanen/46), Vossebelt (Livramento/79), Lasnik, Rigters |  |
| Stadion: FC Zwolle Stadion, Zwolle Toeschouwers: 6.250 Scheidsrechter: Serdar Gözübüyük |                                      |           |                                             | Boer, Bakkati, Botteghin, Tissingh, Van der Haar (Wildschut/102), Reijnen, Slot, Schreurs (Bakker/80), Van Polen (Olijve/62), Ars, Van den Berg | Mäenpää, Lampi, Halilović, Swinkels, Pereira, Landgren (Hutten/46), Van der Heijden, Levchenko (Van Zaanen/46), Vossebelt (Livramento/79), Lasnik, Rigters |  |
| Stadion: FC Zwolle Stadion, Zwolle Toeschouwers: 6.250 Scheidsrechter: Serdar Gözübüyük |                                      |           |                                             | Boer, Bakkati, Botteghin, Tissingh, Van der Haar (Wildschut/102), Reijnen, Slot, Schreurs (Bakker/80), Van Polen (Olijve/62), Ars, Van den Berg | Mäenpää, Lampi, Halilović, Swinkels, Pereira, Landgren (Hutten/46), Van der Heijden, Levchenko (Van Zaanen/46), Vossebelt (Livramento/79), Lasnik, Rigters |  |
|                                                                                         |                                      |           |                                             | | |  |